# 旧別子
旧別子（きゅうべっし）は愛媛県新居浜市の銅山峰嶺南にある過去に繁栄した別子銅山の跡である。1691年に開坑され1916年に東平に採鉱本部が移されるまで別子銅山の中心地であった。ここでは、廃墟となった現在の姿を紹介する。
また、筏津坑（いかだづ こう）跡が整備され令和元年8月より観光できるようになったのでここで紹介する。

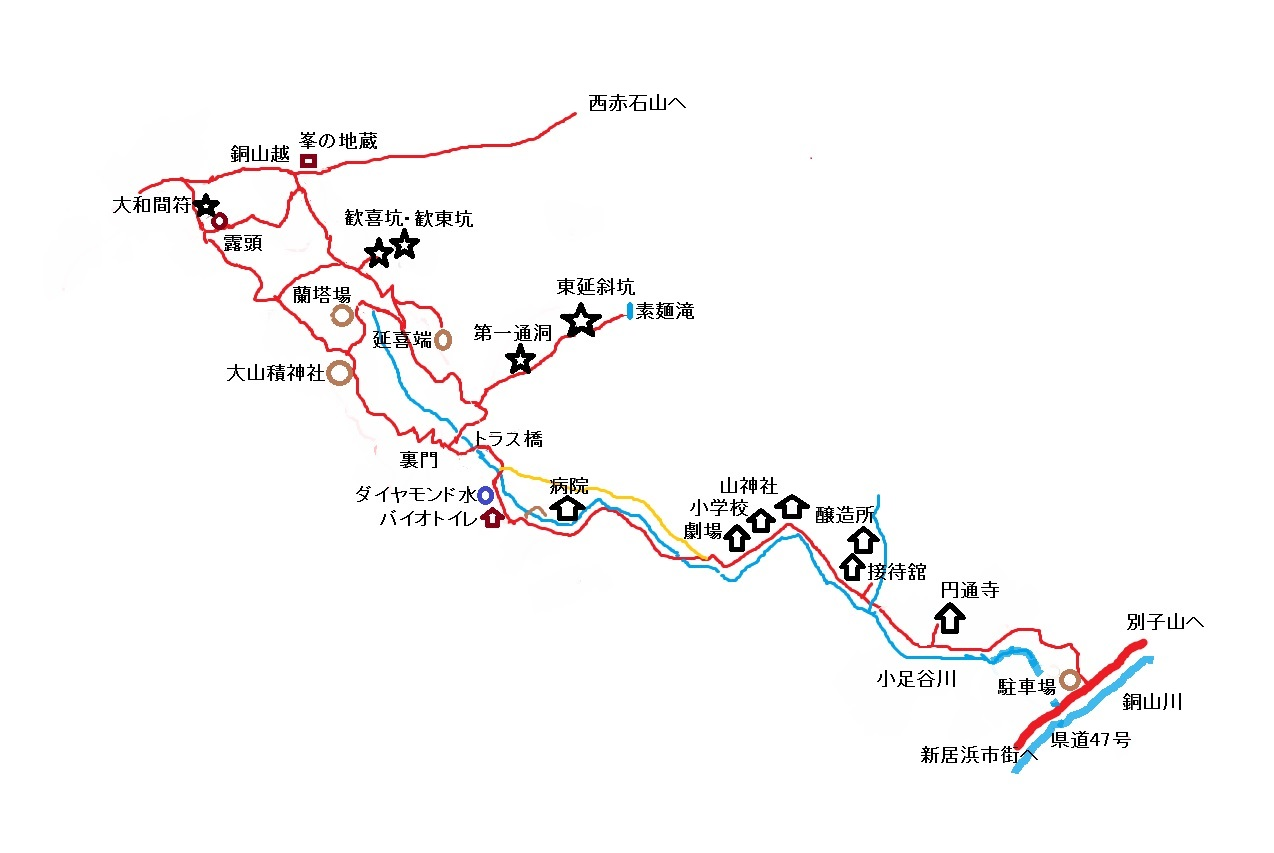
旧別子の概略図

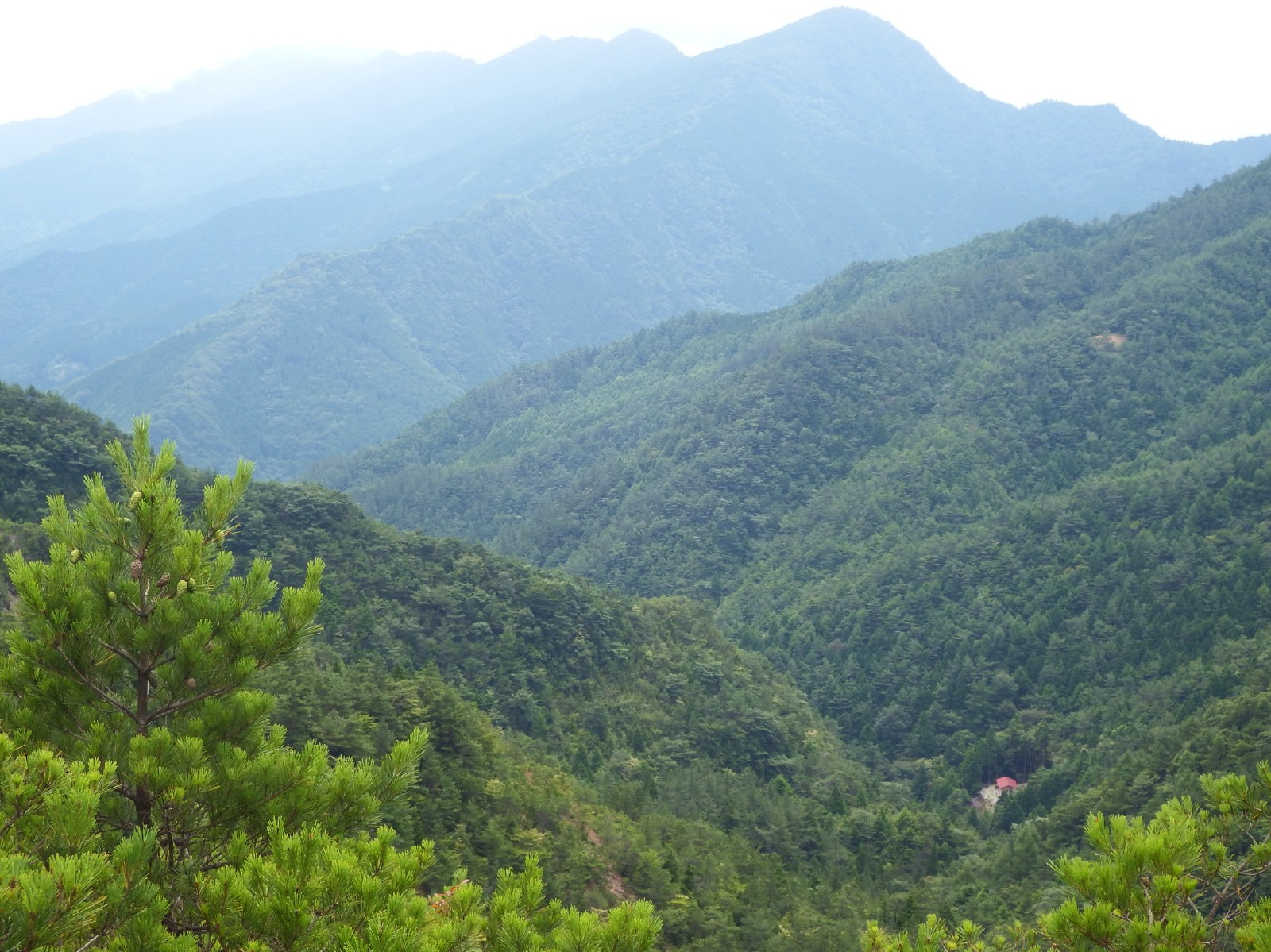
延喜の端から全景を見下ろすと、かつて賑わった町が森に帰っている。

## 概要
登山口は海抜約800m、銅山峰は約1300m、高低差約500m道程約3.2kmの間に元禄時代から1916年（大正5年）までの225年間に渡る無数の産業遺産が眠っている。各所には当時の写真と説明の書かれた看板が整備されている。えひめ森林浴八十八ヶ所八十二番に銅山越えが選定されている。
新居浜市街から車で約20分でマイントピア別子さらに愛媛県道47号新居浜別子山線を約30分で駐車場（9台分）のある登山口に到着。そこから遊歩道を15分登ると円通寺の入口があり、さらに5分行き小足谷川を渡ると目の前にかつて小足谷集落があった地に着く。

## 嶺南・序盤
- 円通寺跡：別子銅山専用の墓所で正式には雲谷山三業院円通寺小足谷出張所という。しかし、銅山が当地を撤退して3年後の1919年（大正8年）に火災に遭い機能が失われたため白尾（現・南光院）に移された。[2]。
- 醸造所跡：小足谷醸造所で1870年（明治3年）からヰゲタ政宗を最高期は年間100KL製造していた。
- 接待館跡：1901年（明治34年）から接待館として営業。その上に歴代採鉱課長の傭人社宅がある。
- 山神社跡
- 小学校跡：最盛期の1899年（明治32年）3月には生徒数298名教員7名であった。
- 劇場跡：土木課の倉庫。1889年（明治22年）建造で350坪あり、毎年5月には劇場として開放され歌舞伎が催行された。
- 住友病院跡：ダイアモンド水広場を過ぎ橋を渡り対岸に渡って少し下るとある。
- 高橋精錬所跡と沈殿工場跡：明治20年代になって洋式熔鉱炉が作られた。
- ダイヤモンド水：　1951年（昭和26年）掘削。予定まであと82mで水が吹き出しジャミング事故が起きて掘削不能になりダイヤモンドを散りばめた先端部が今も孔底に残り、こう呼ばれるようになった。この場所に2015年（平成27年）バイオ・トイレが整備され休憩所となっている（凍結の恐れによりトイレは、12月1日より3月15日の冬期使用禁止）。

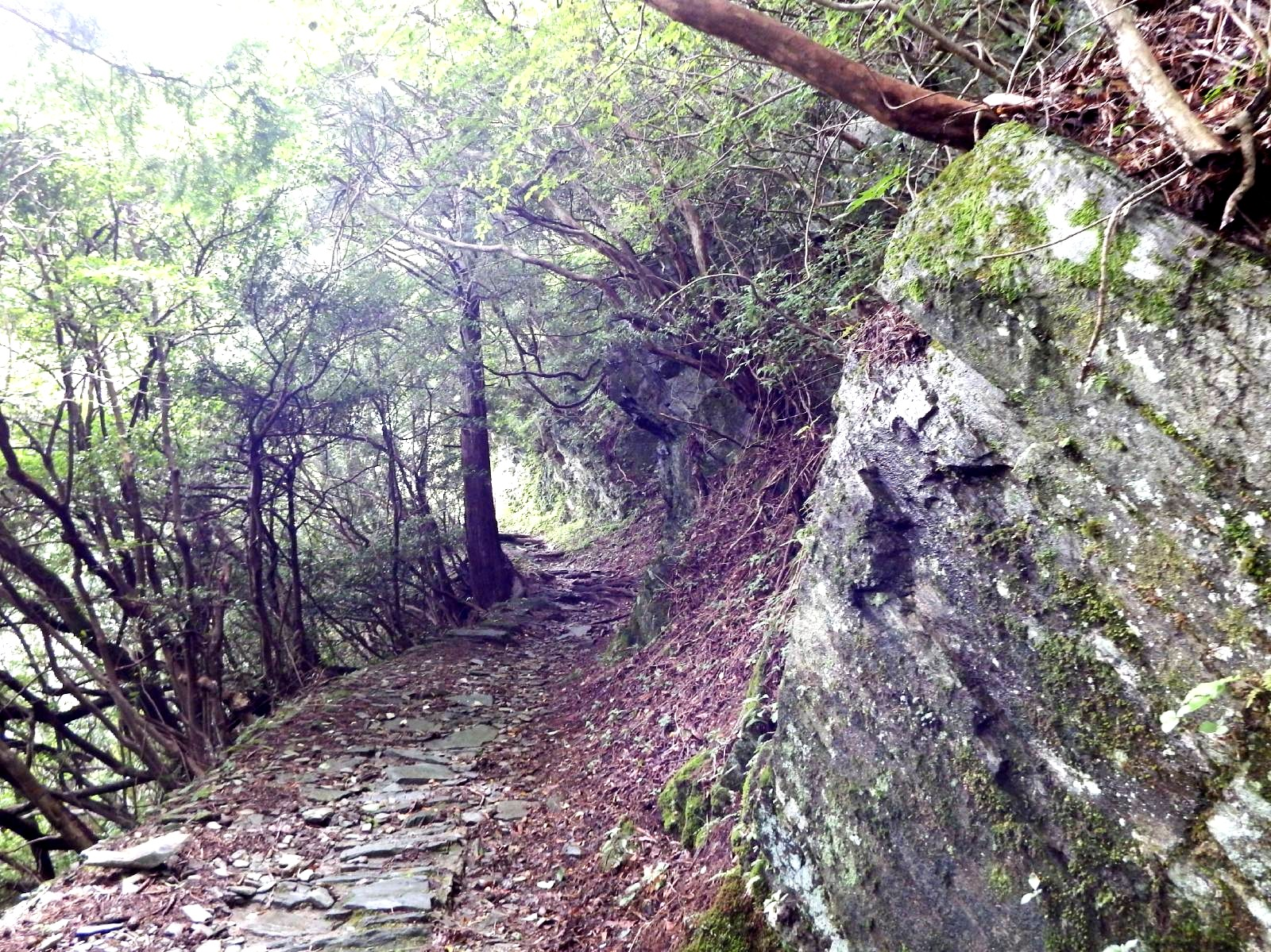
旧別子への道
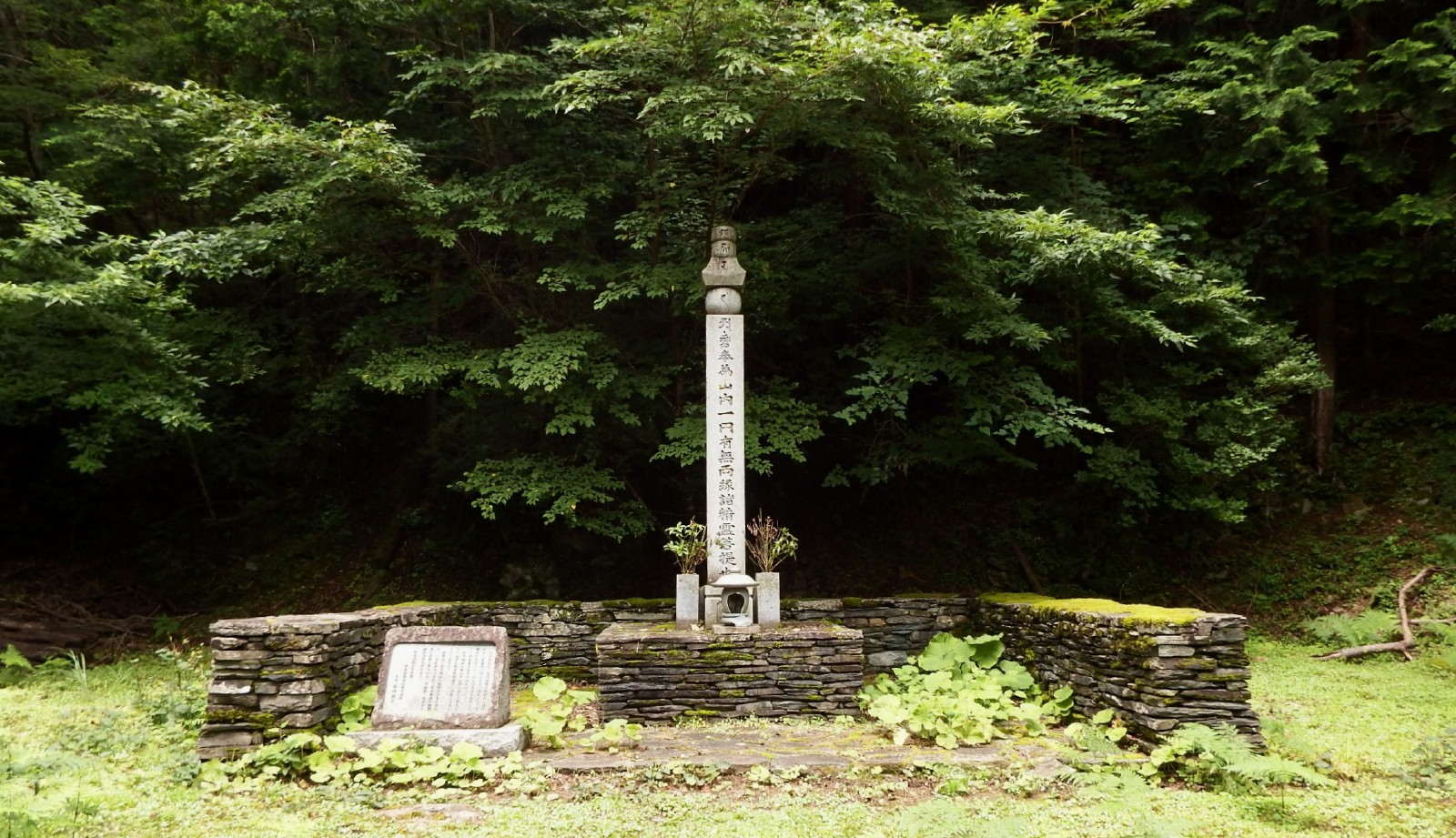
円通寺跡
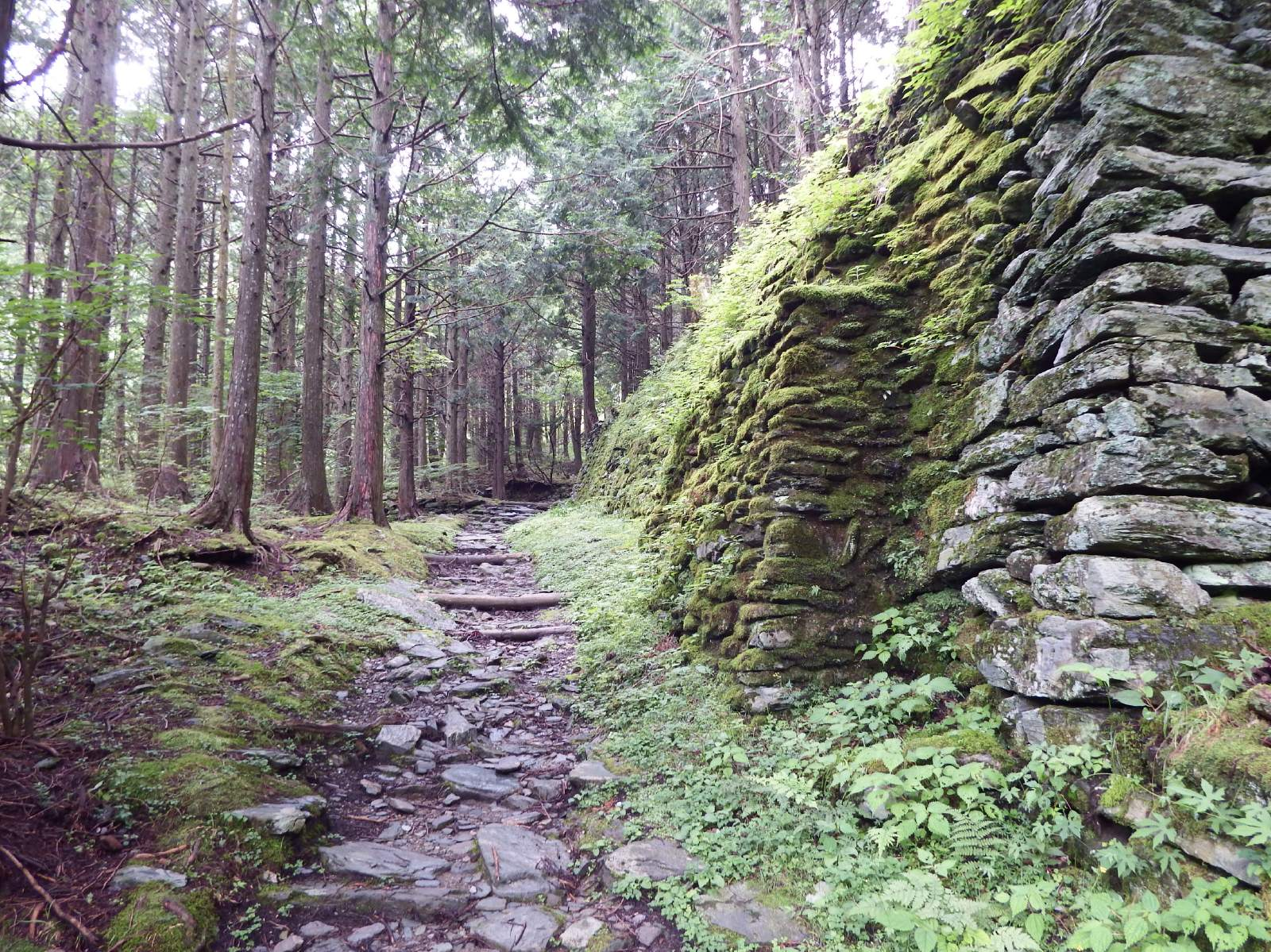
メイン道路と右に小足谷集落跡
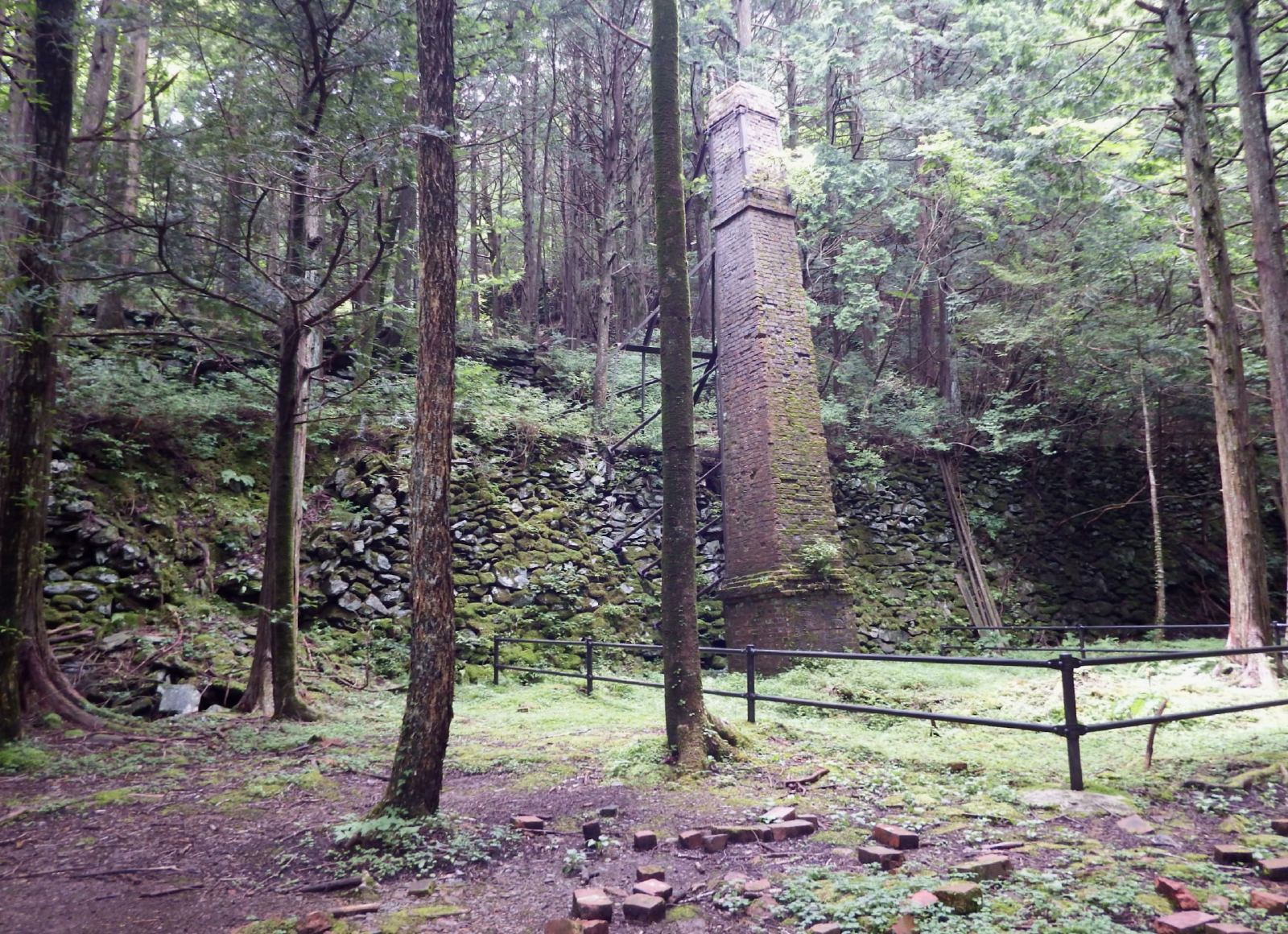
醸造所跡の煙突
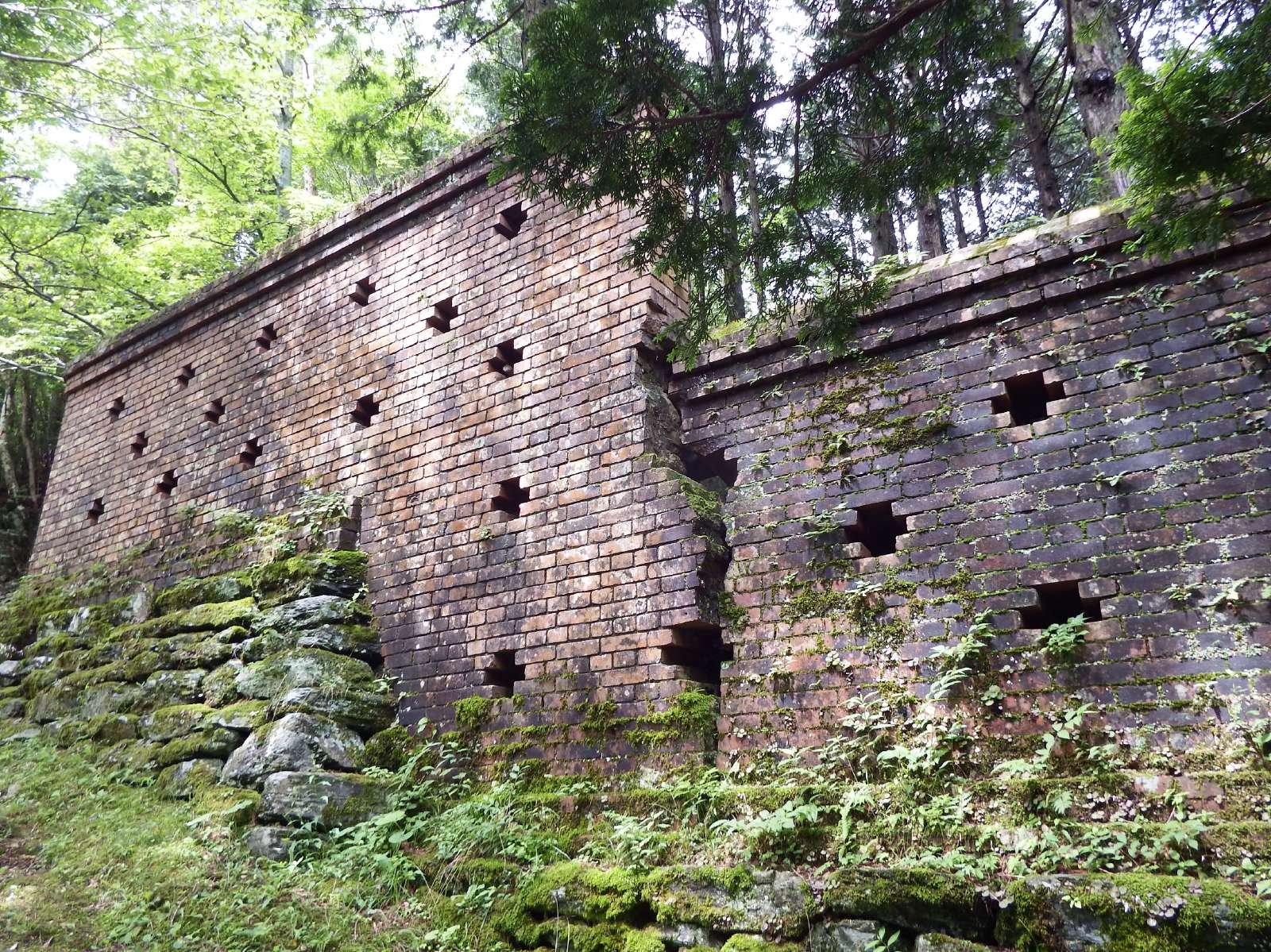
接待館跡
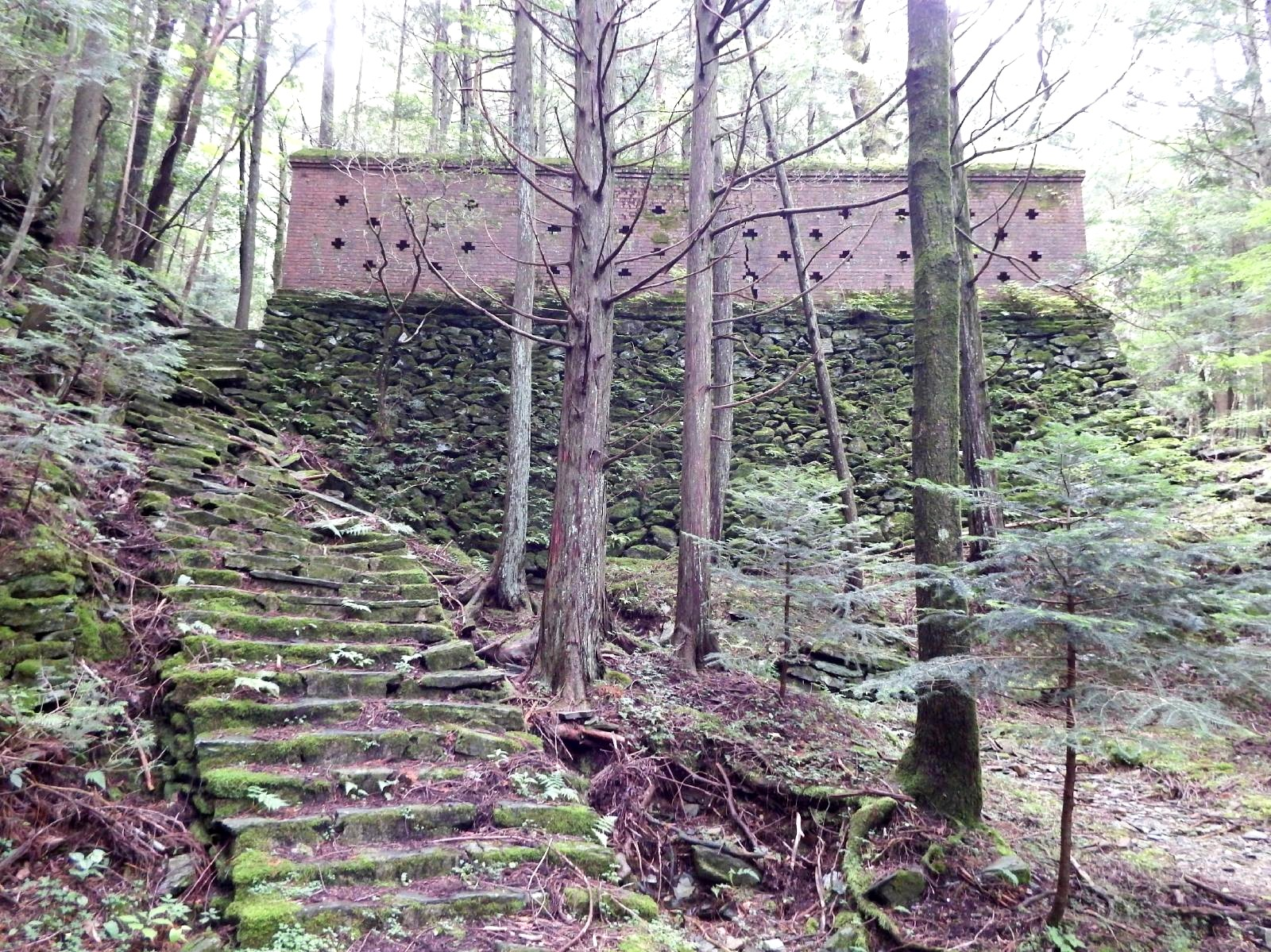
傭人社宅跡
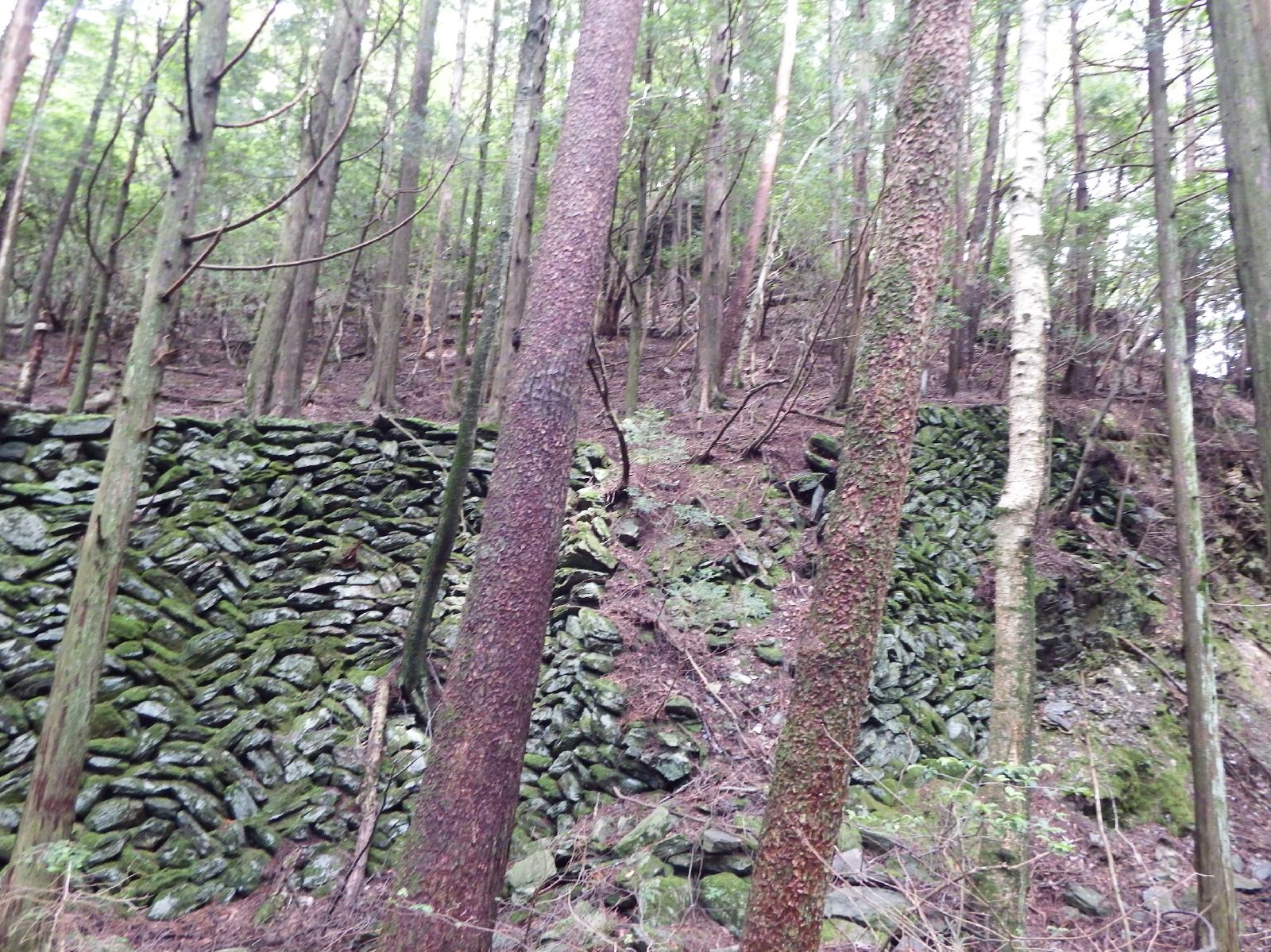
山神社跡
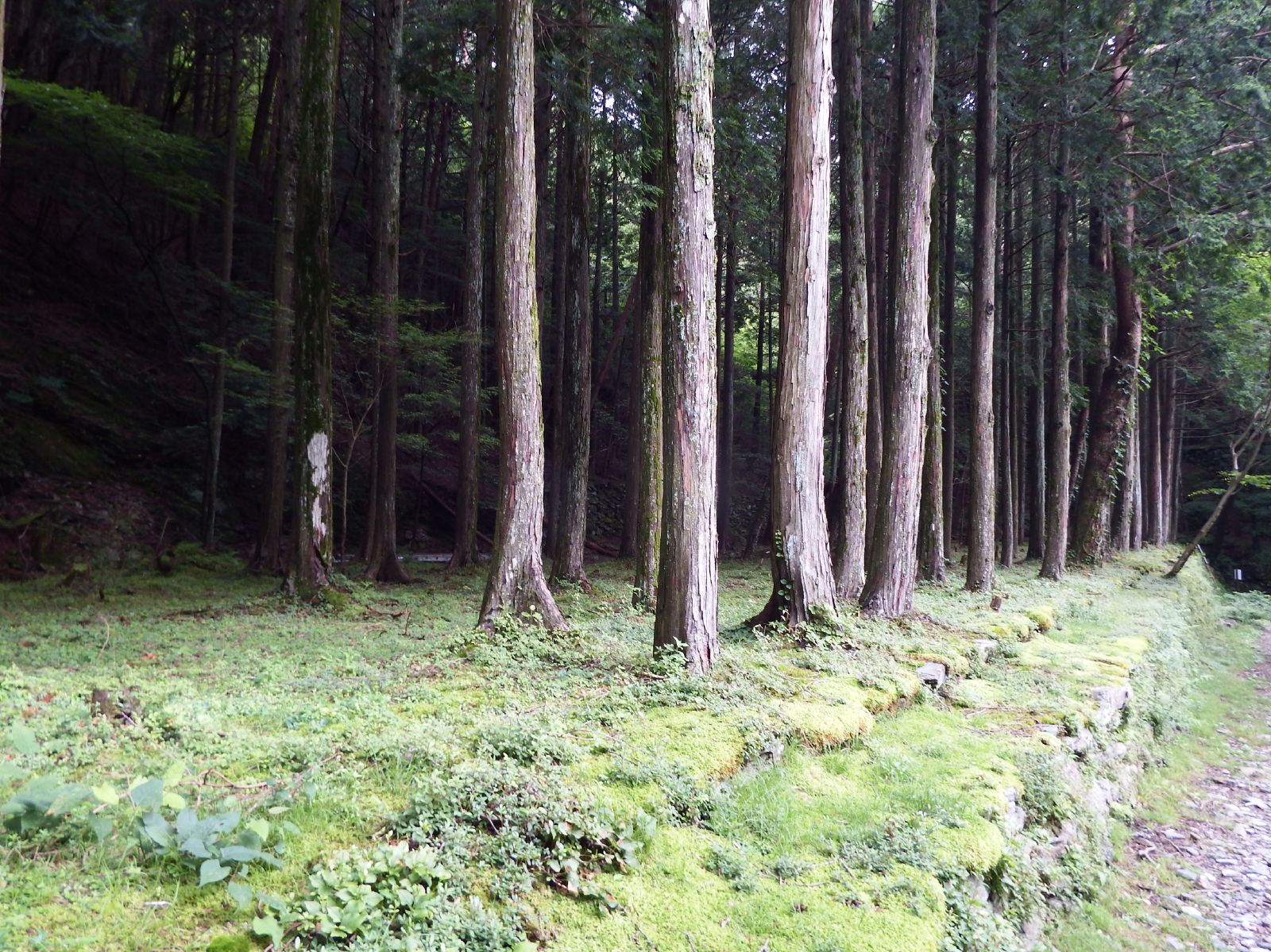
小学校跡
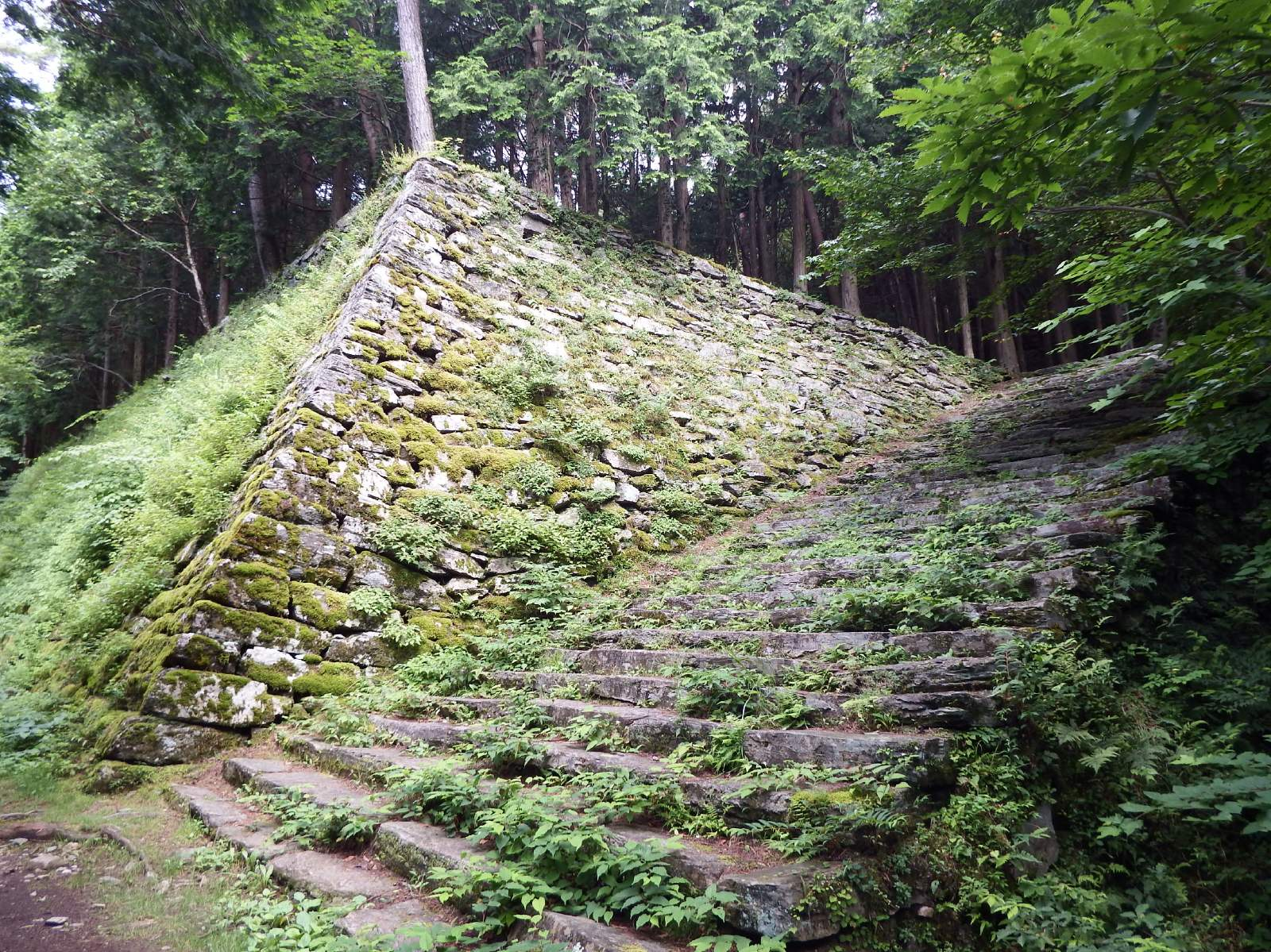
劇場跡への広い石段
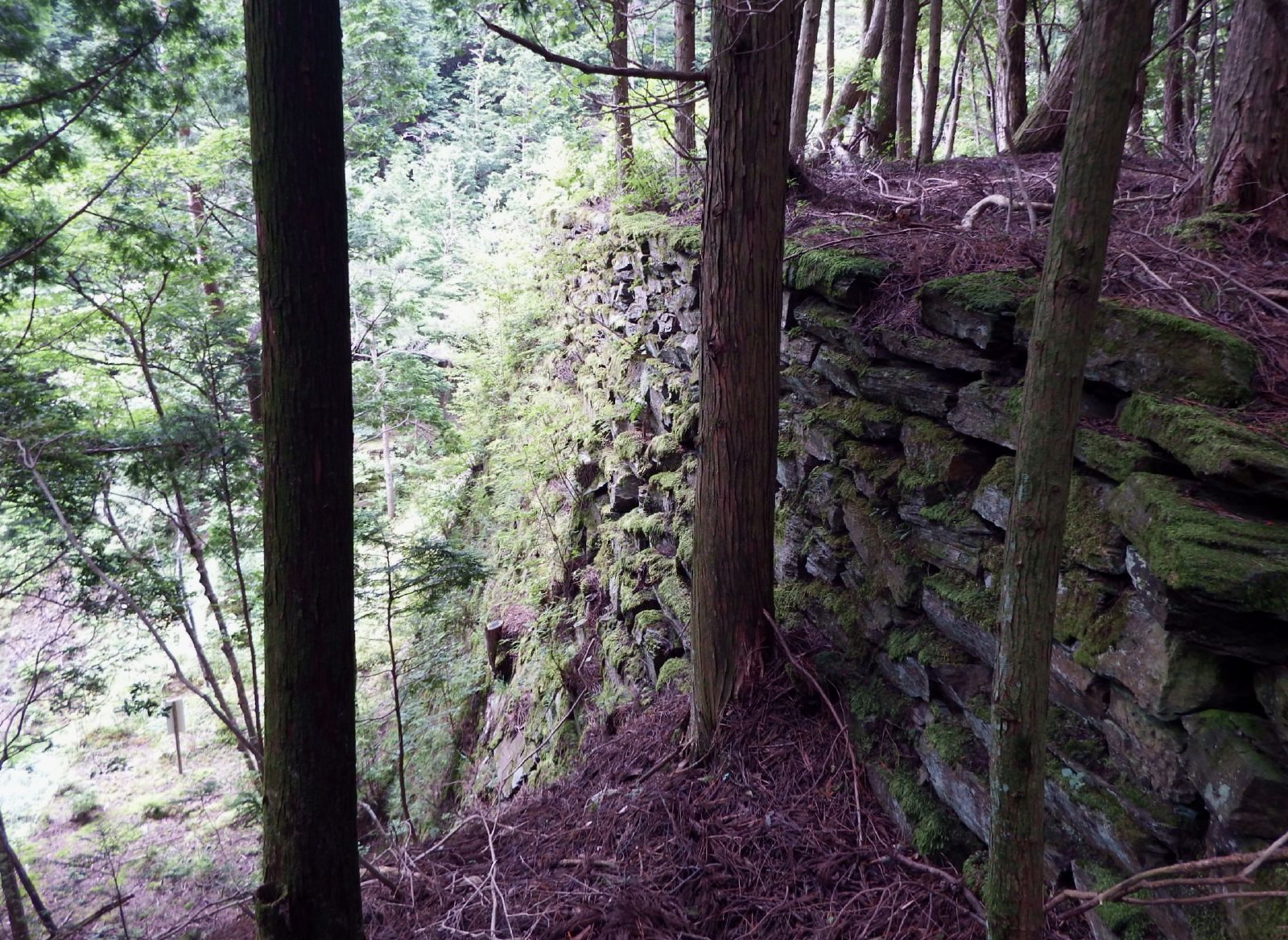
住友病院跡
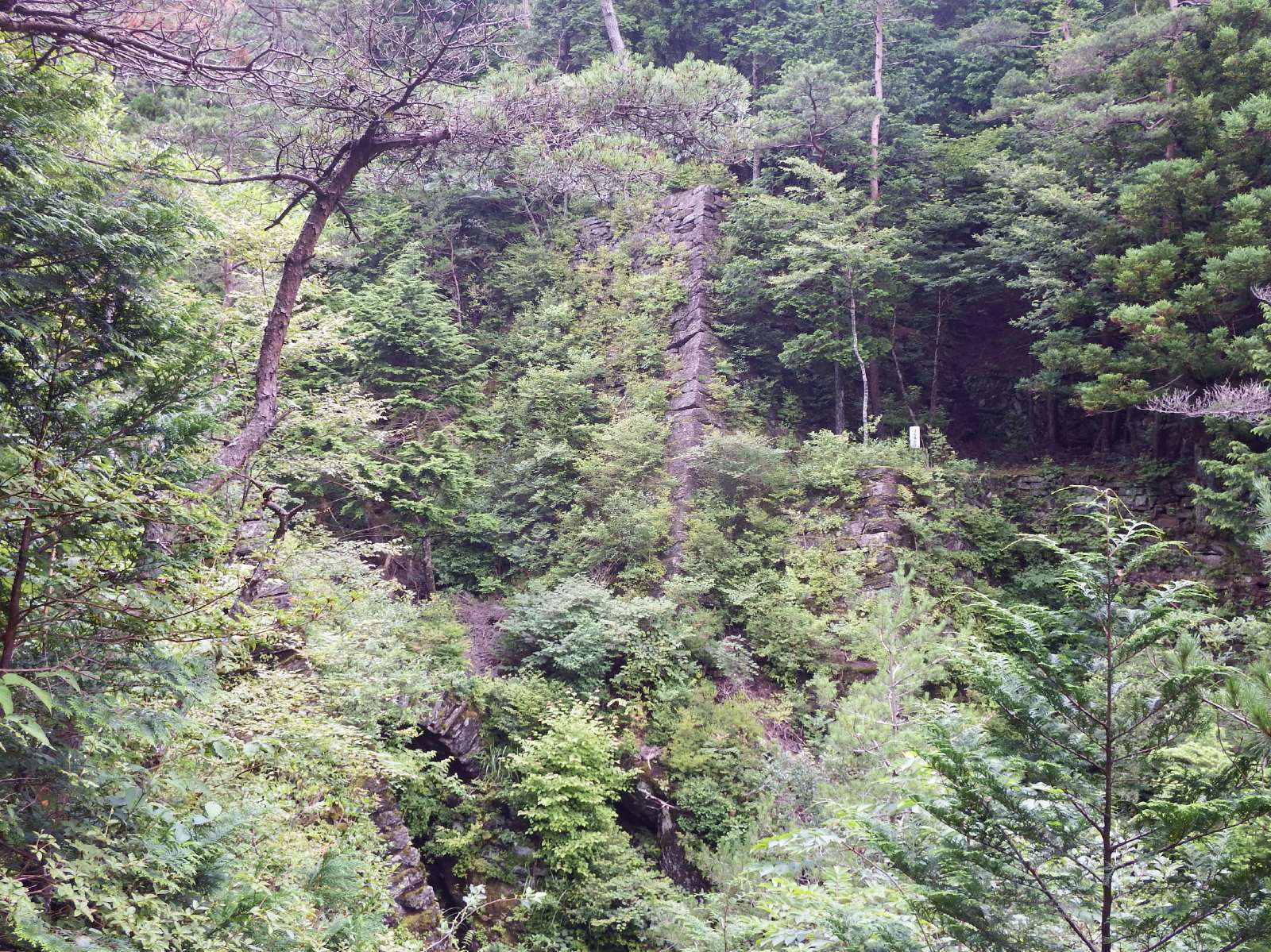
高橋精錬所跡と沈殿工場跡
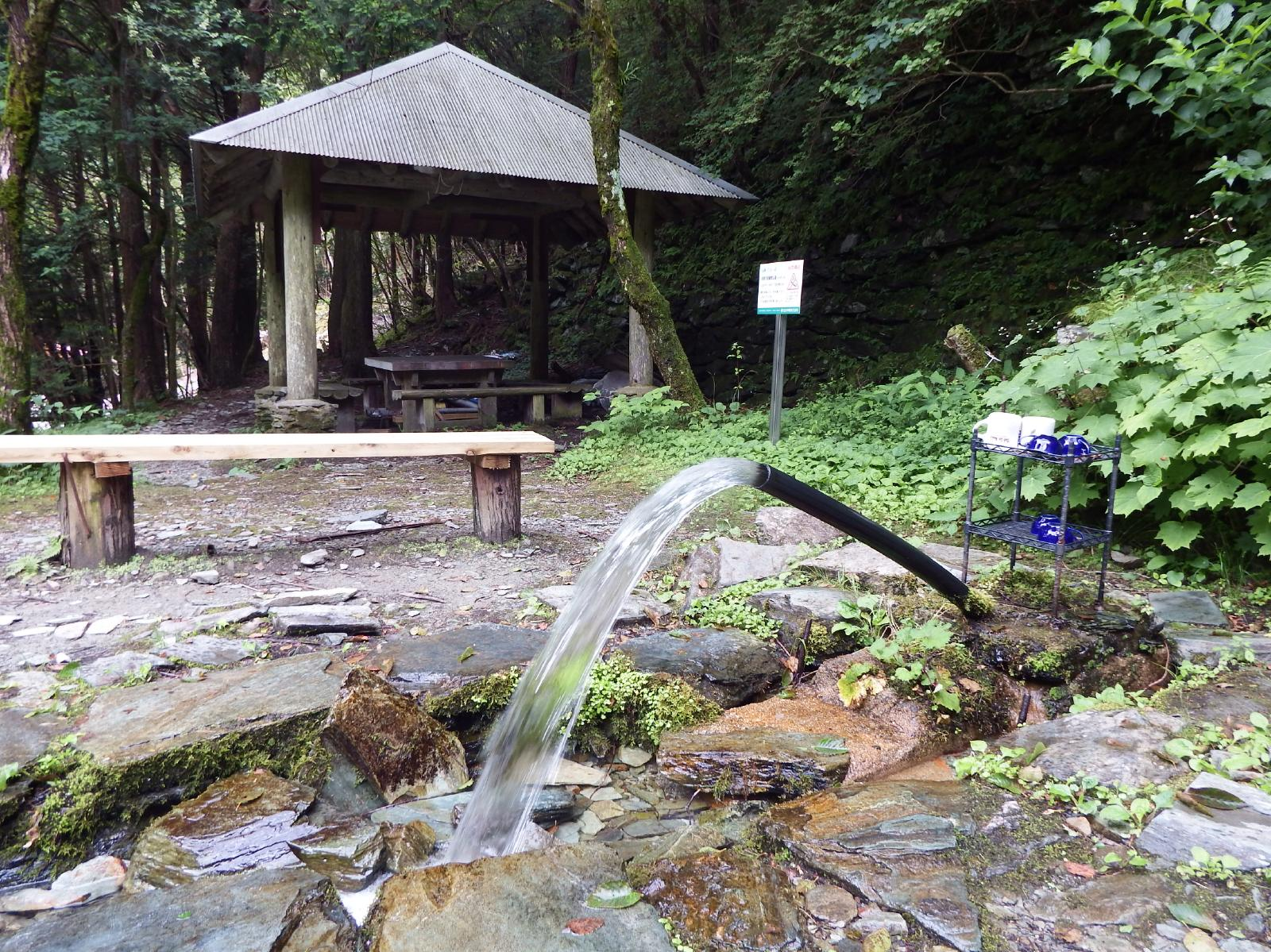
ダイヤモンド水

## 嶺南・中盤
- 東延地区：1876年（明治9年）から近代化が始まり採鉱本部が置かれ中心地であった。本山鉱床が西から東に延びる実情にちなみ、さらに東に発展することを期待して東延と命名した[3]。
- 第一通洞南口：標高1146m。開削済みの代々坑（だいだいこう）をもとに1882年（明治15年）から嶺北の角石原へ向けて掘り始め、2年前日本の鉱山で初めてダイナマイトの使用実験に成功していたため、それを活用し4年の短い工期で長さ1021mの水平坑道が完成し銅山越えをすることなく南北が結ばれた。
- 東延の堰堤：東延谷を埋め立て約2000坪の用地を確保した。
- 東延斜坑：当時の坑道は大きくても1.5m×1.8mが普通だったが、この坑道は幅6m高さ2.7mあり、49度の傾斜で長さ526mある。
- 東延の機械場跡：1890年（明治23年）4月蒸気機関の巻き揚げ機が設置されていた。それ以前の8年間は馬を使っていた。
- 素麺滝：東延斜坑口の右から水音を頼りに約10分の最奥にある。

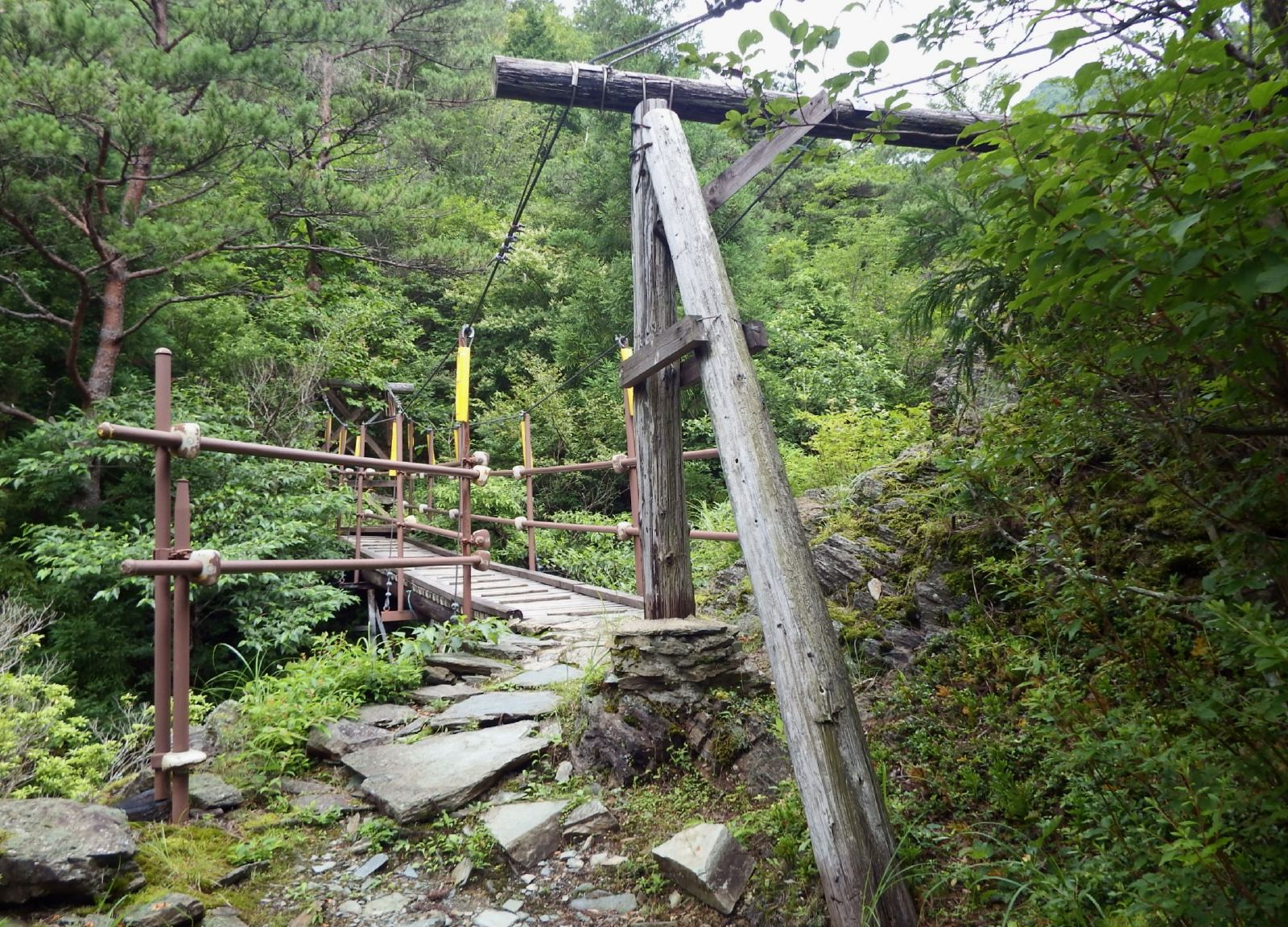
トラス橋
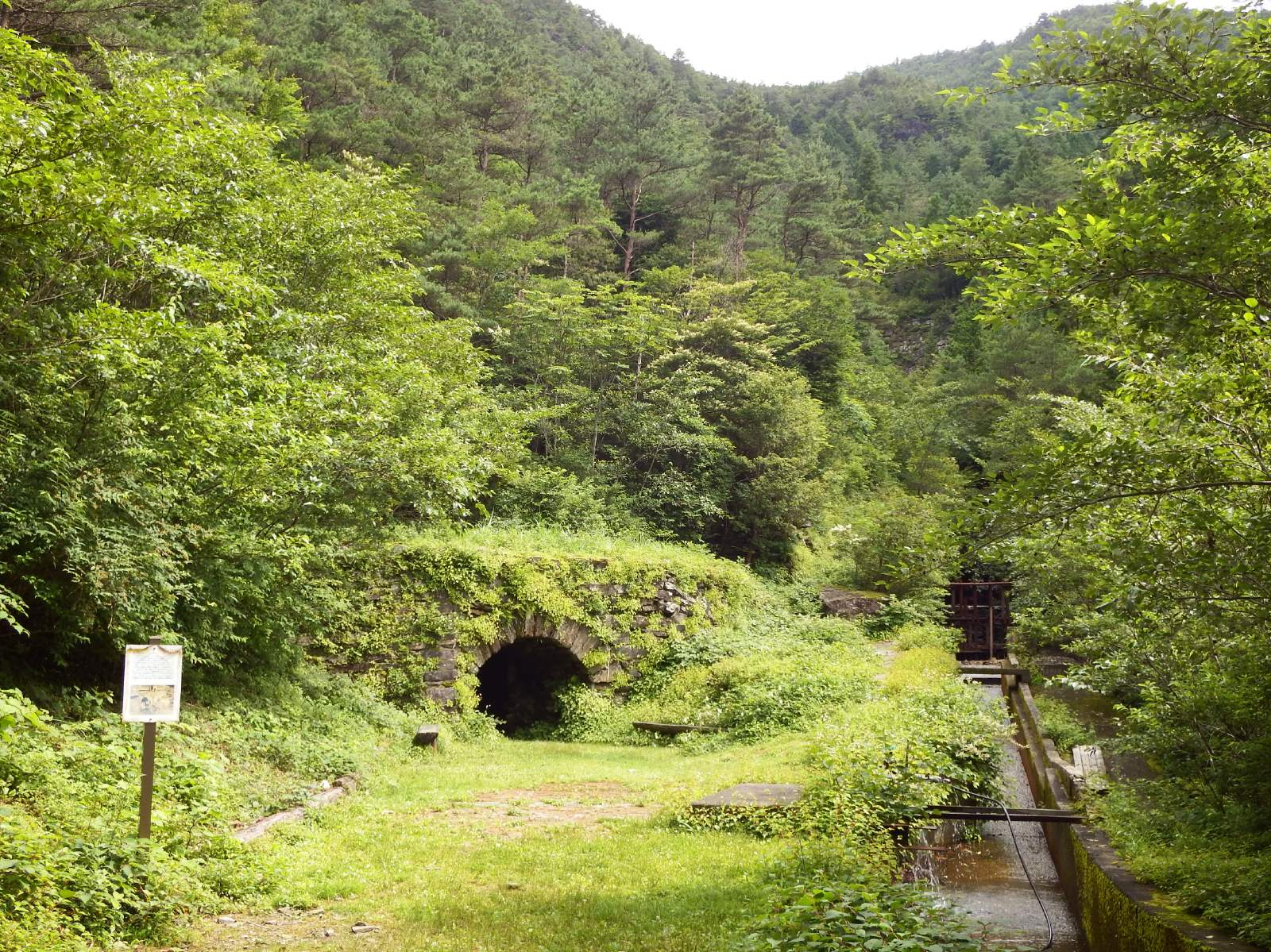
第一通洞南口
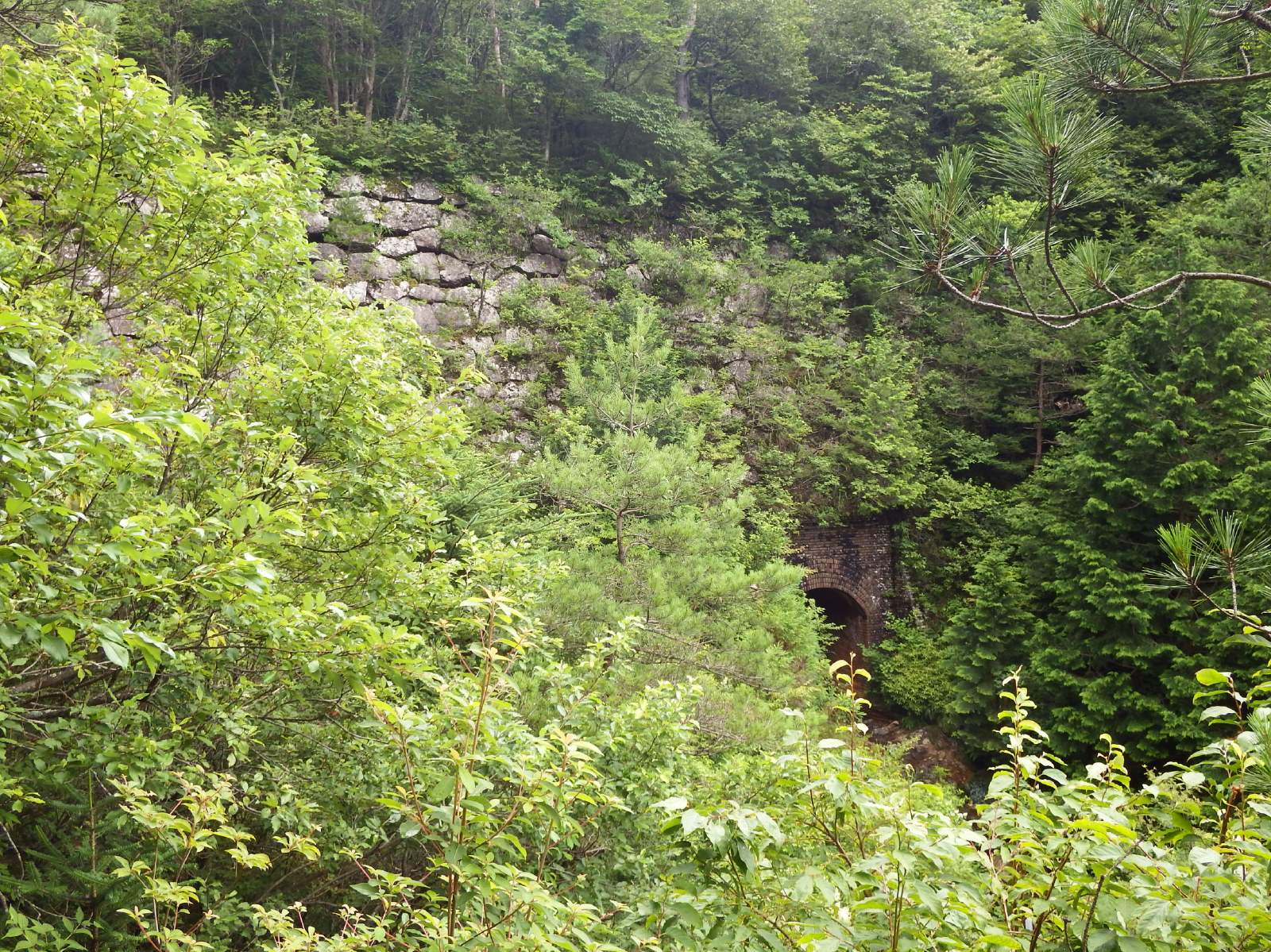
東延の堰堤
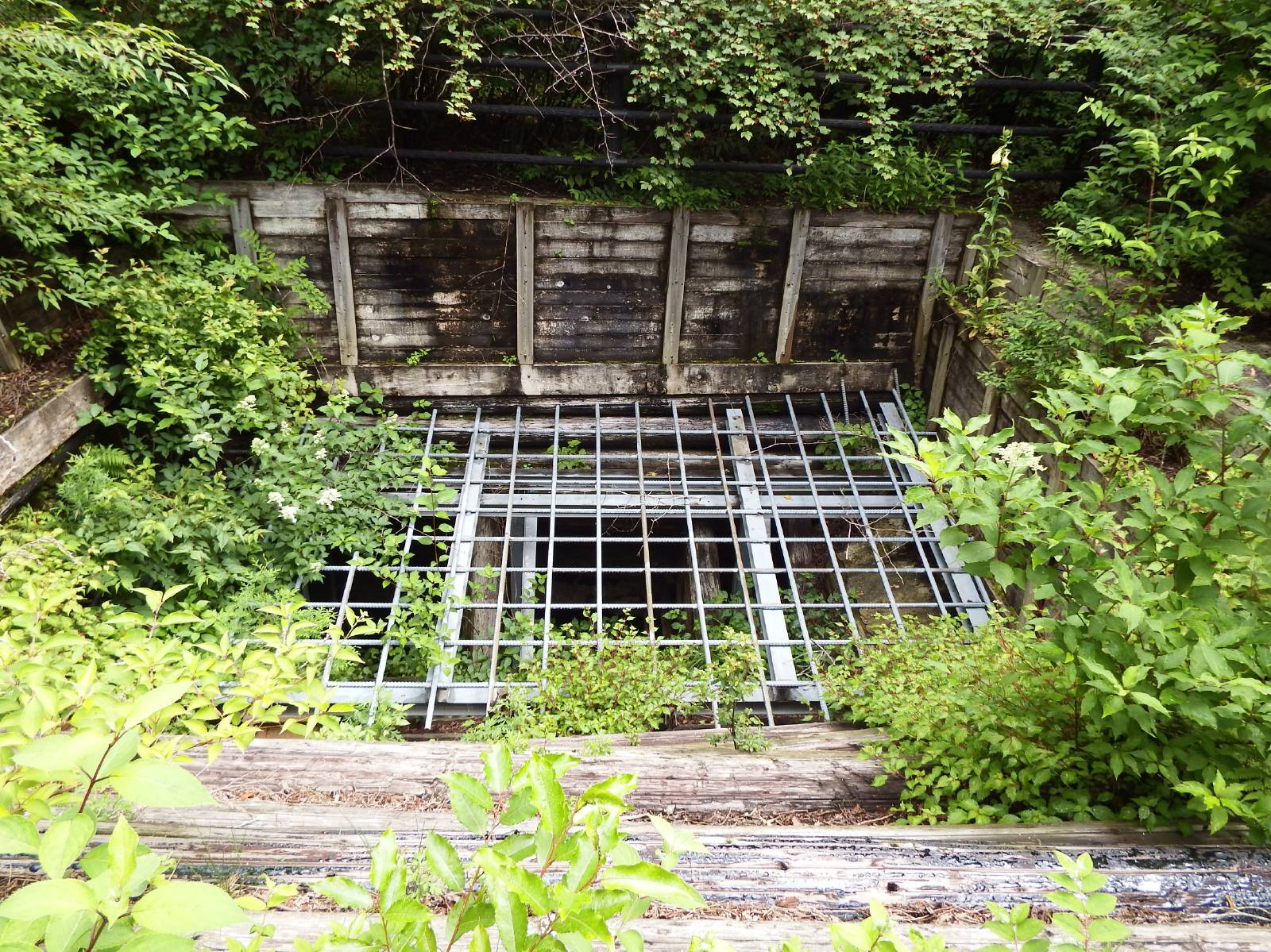
東延斜坑
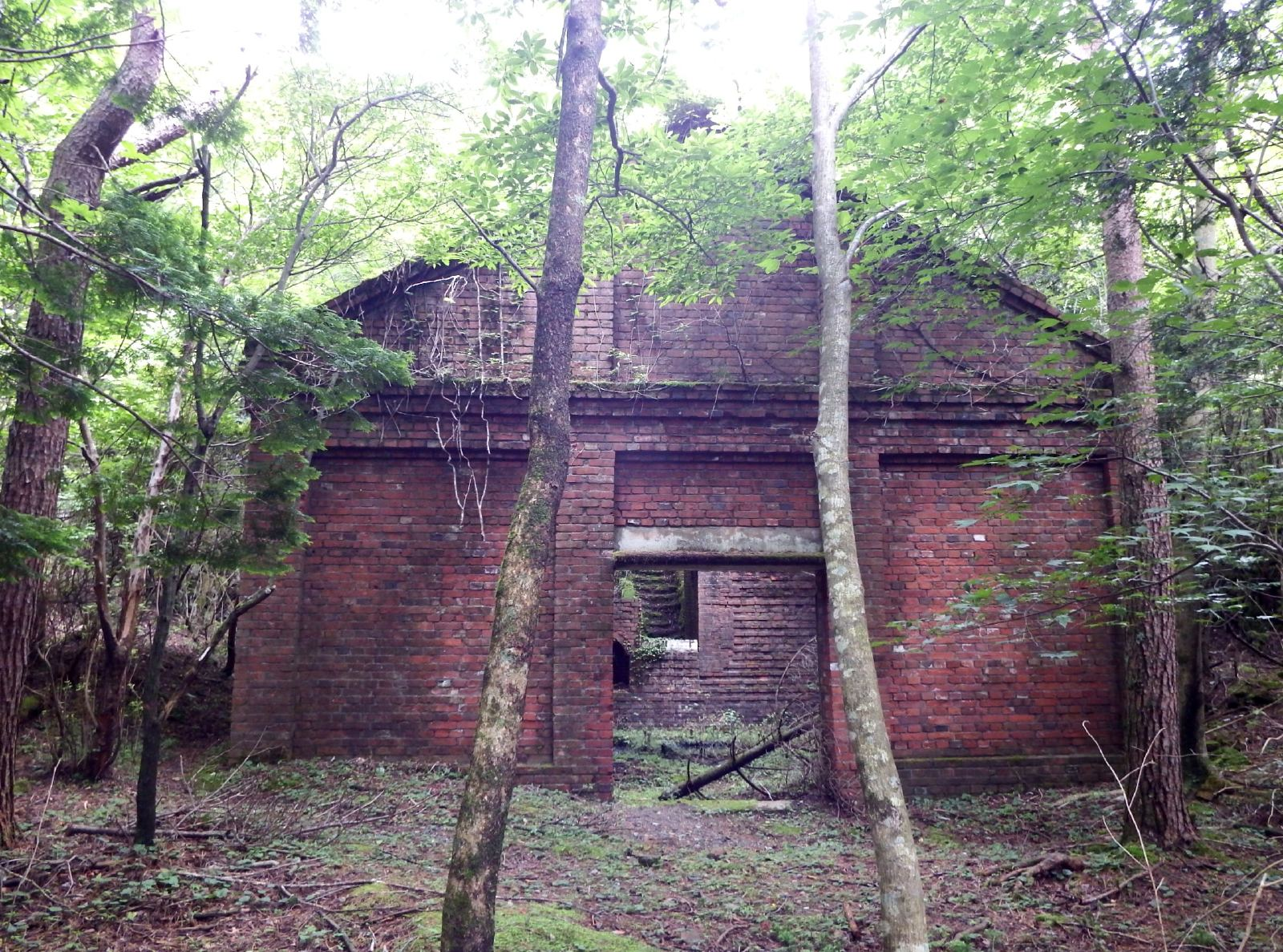
東延の機械場跡
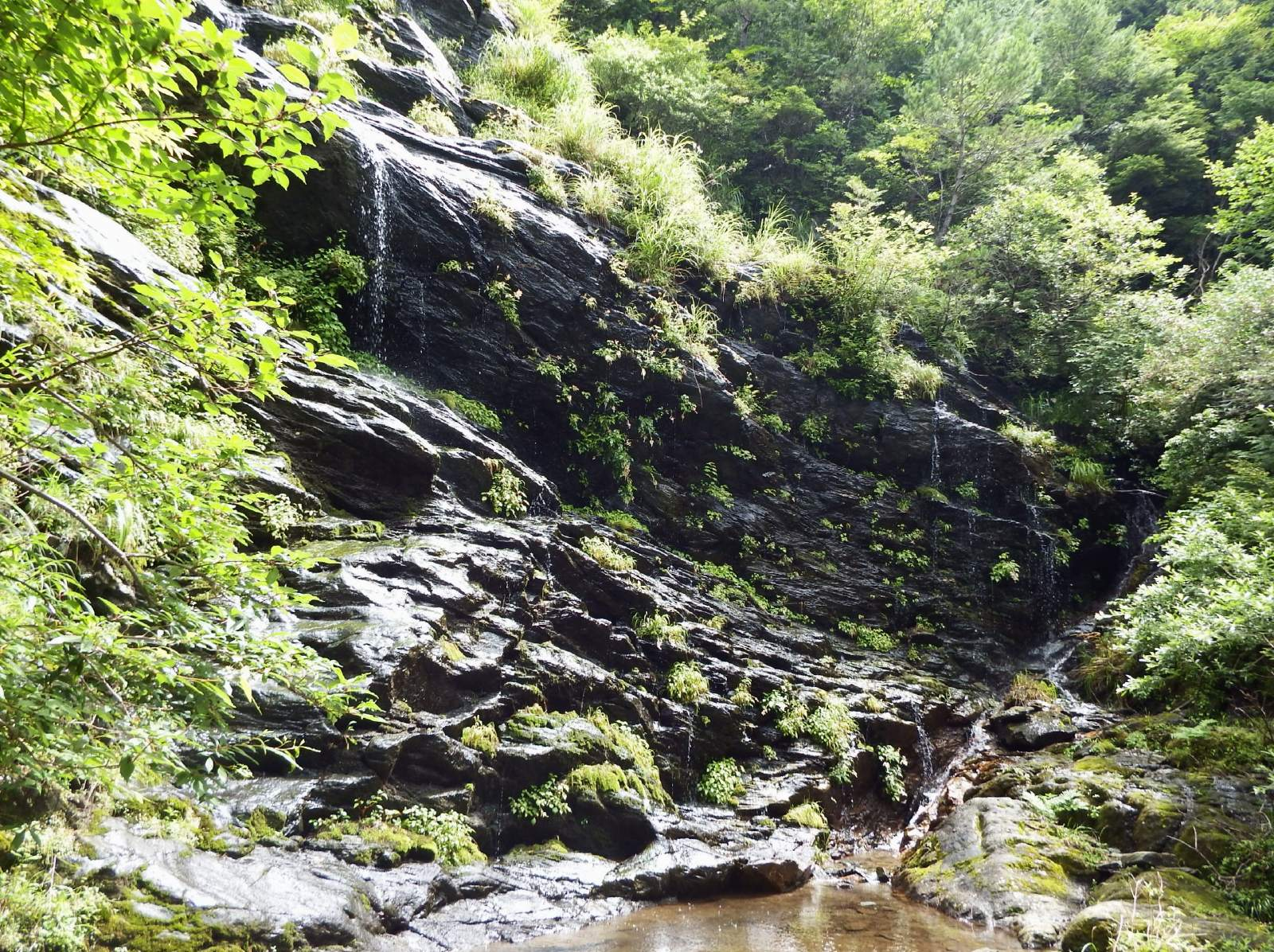
素麺滝

## 嶺南・上部
- 大山積神社：1691年（元禄4年）より銅山の鎮護の神として延喜の端（縁起の端）から遷座した。
- 蘭塔婆山：1694年（元禄7年）に焼窯から広がった大火により亡くなった132名の霊を祀る。
- 別子本鋪（べっしほんじき）：標高1210m。1690年（元禄4年）5月9日幕府の許可を得た泉屋が翌年最初に開坑した歓喜坑と歓東坑で、東延に拠点が移るまでの約200年間ここが中心であった。
- 銅山越：標高1294m。今まで遠く小箱峠を越え宇摩郡天満浦まで運んでいたが、1702年（元禄15年）より184年間この峠を越え新居浜大江浜まて運ばれた。峰の地蔵はその間に峠で運搬中に亡くなった人々を祀っている。南側から峠に上がる直前にノリウツギの群生が7月から8月にかけて咲き誇る。
- 大和間符（やまとまぶ）：元禄4年（1691）の開坑と同時に開かれた古い坑口で60cm×90cmの最も小さい水平坑道。
- 露頭：地表に出た銅鉱脈。大和間符のすぐ横にある。
- 牛車道：明治13年完成、翌年には18頭の近江牛が働いていた。[4]

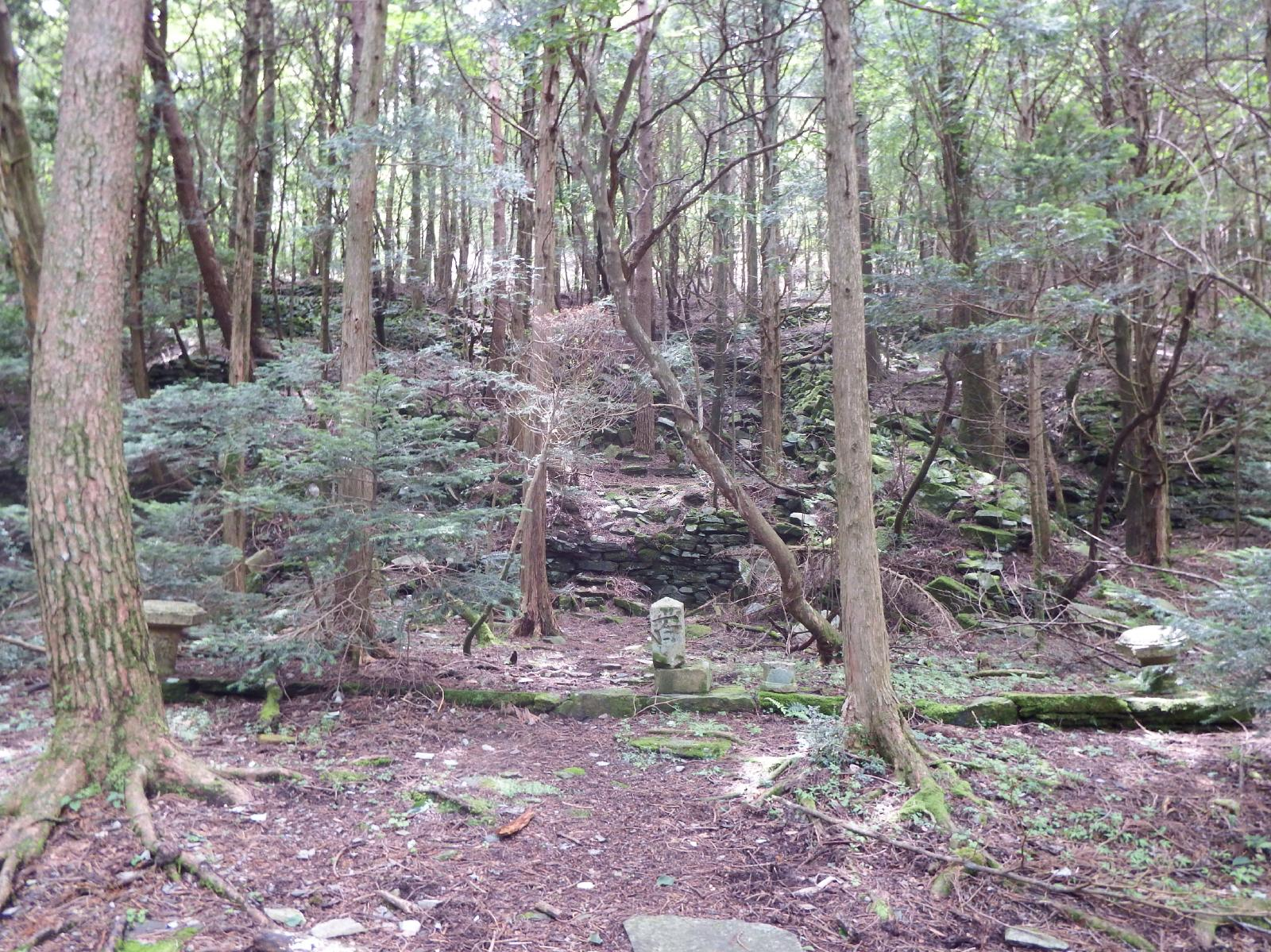
大山積神社跡
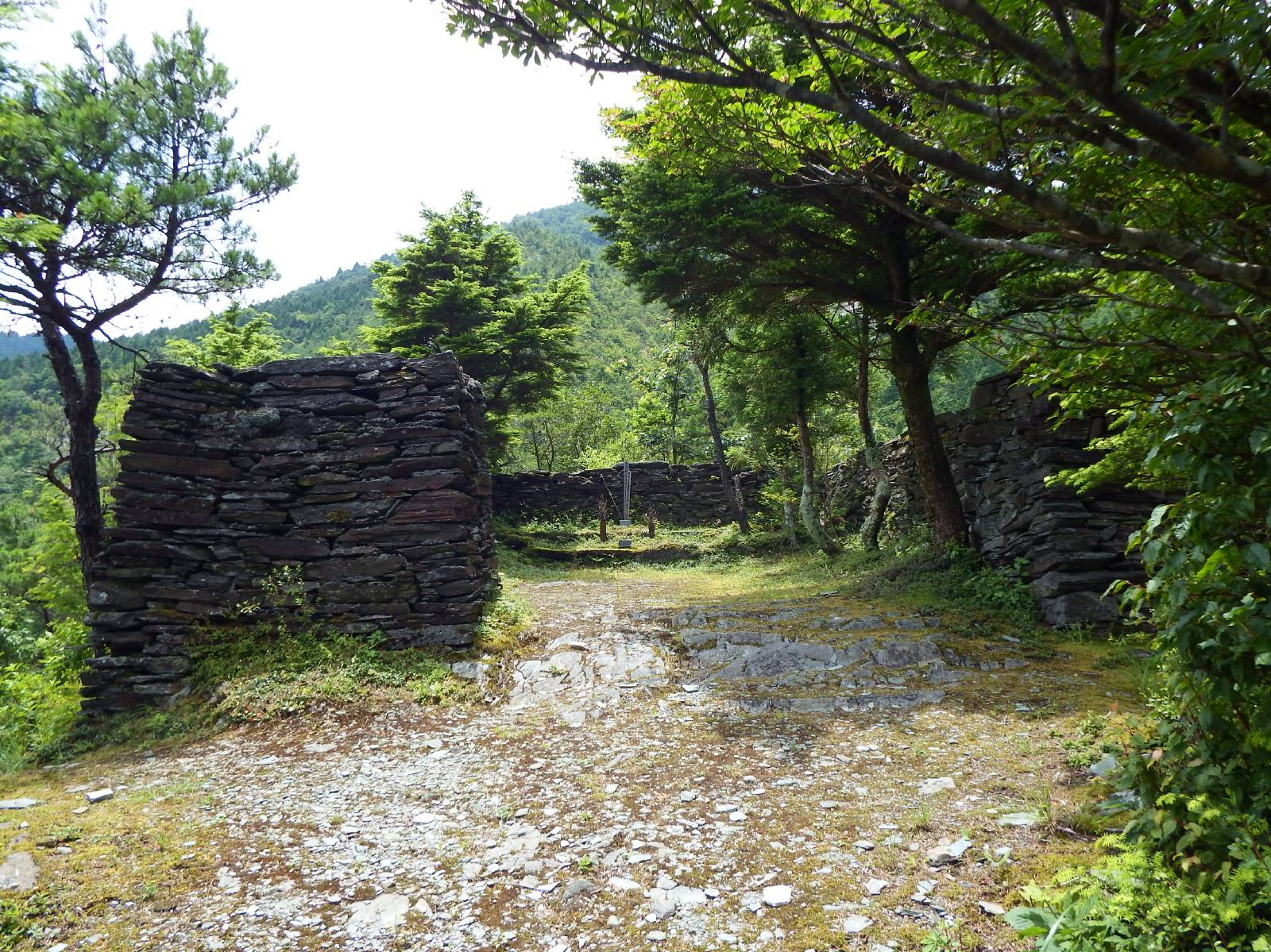
蘭塔婆山
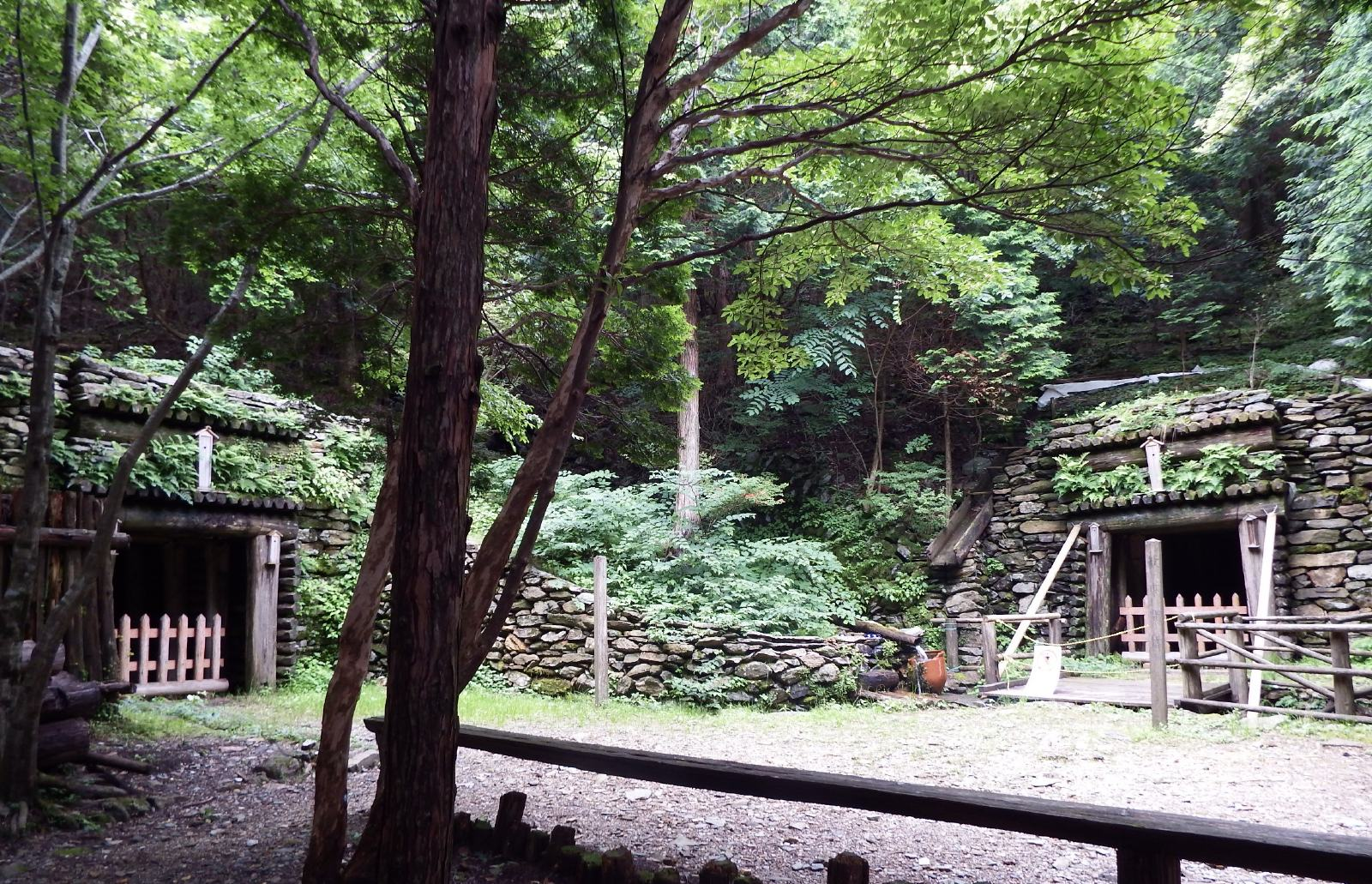
歓喜坑(左)と歓東坑
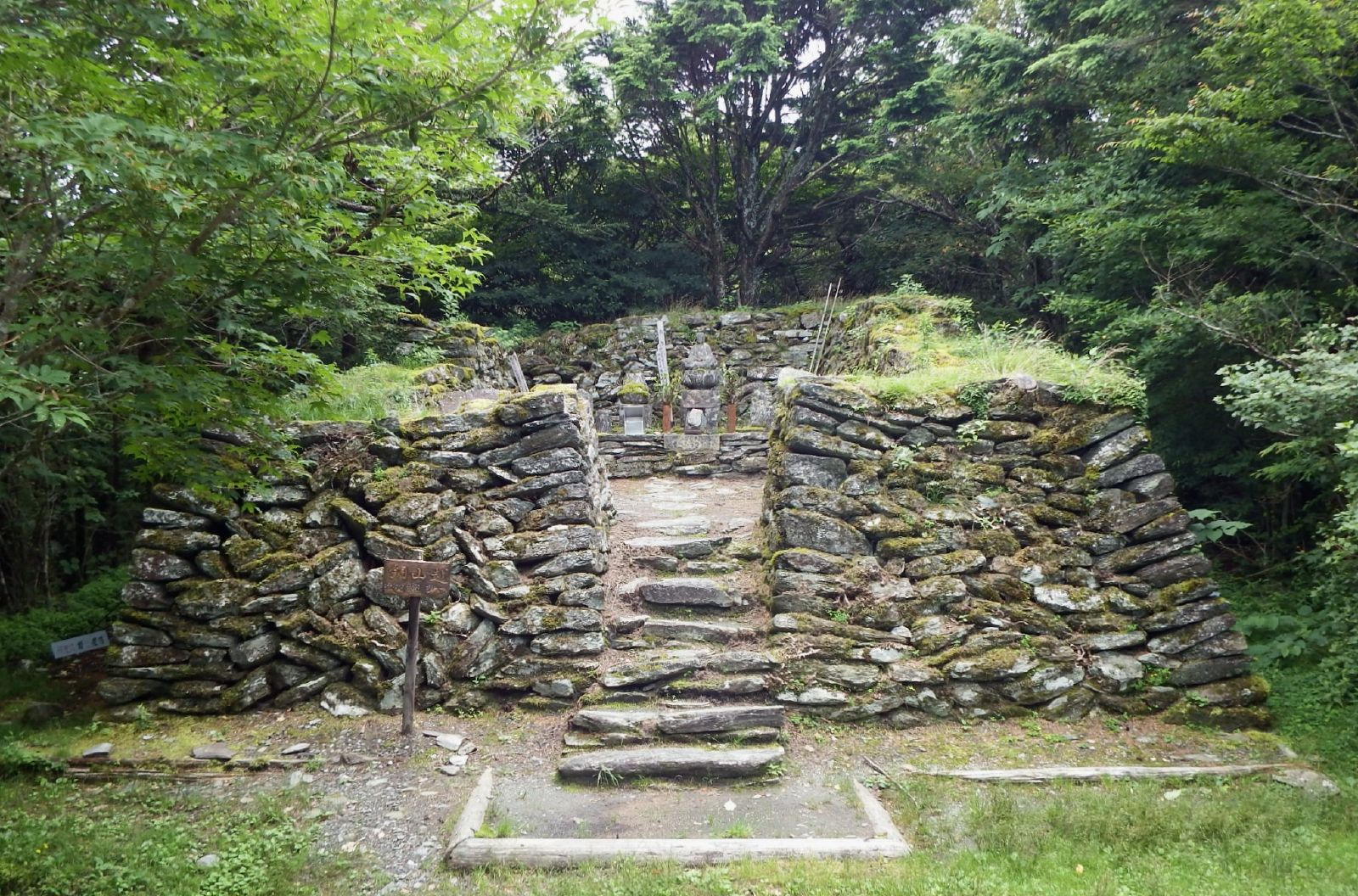
銅山越の地蔵
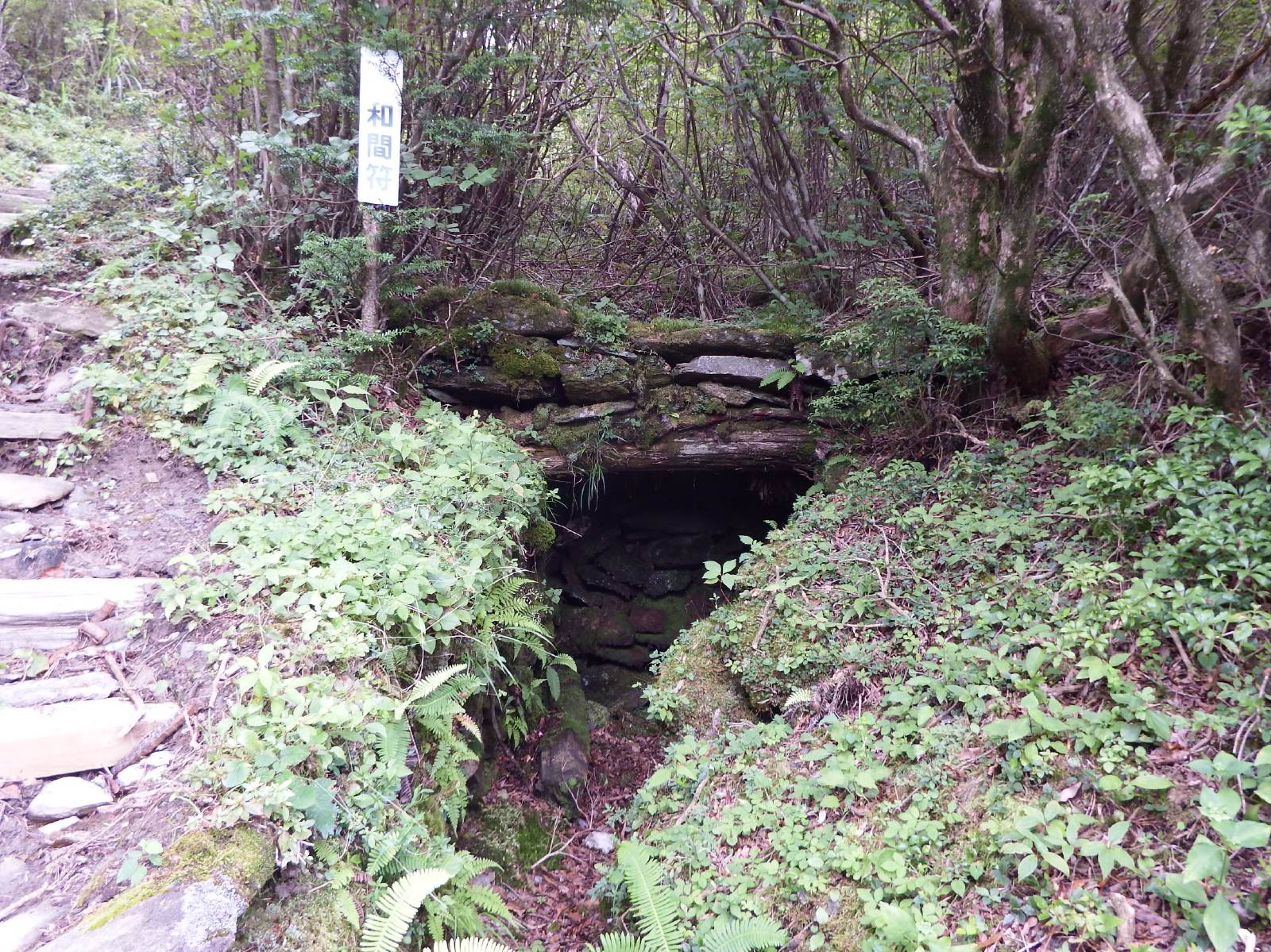
大和間符
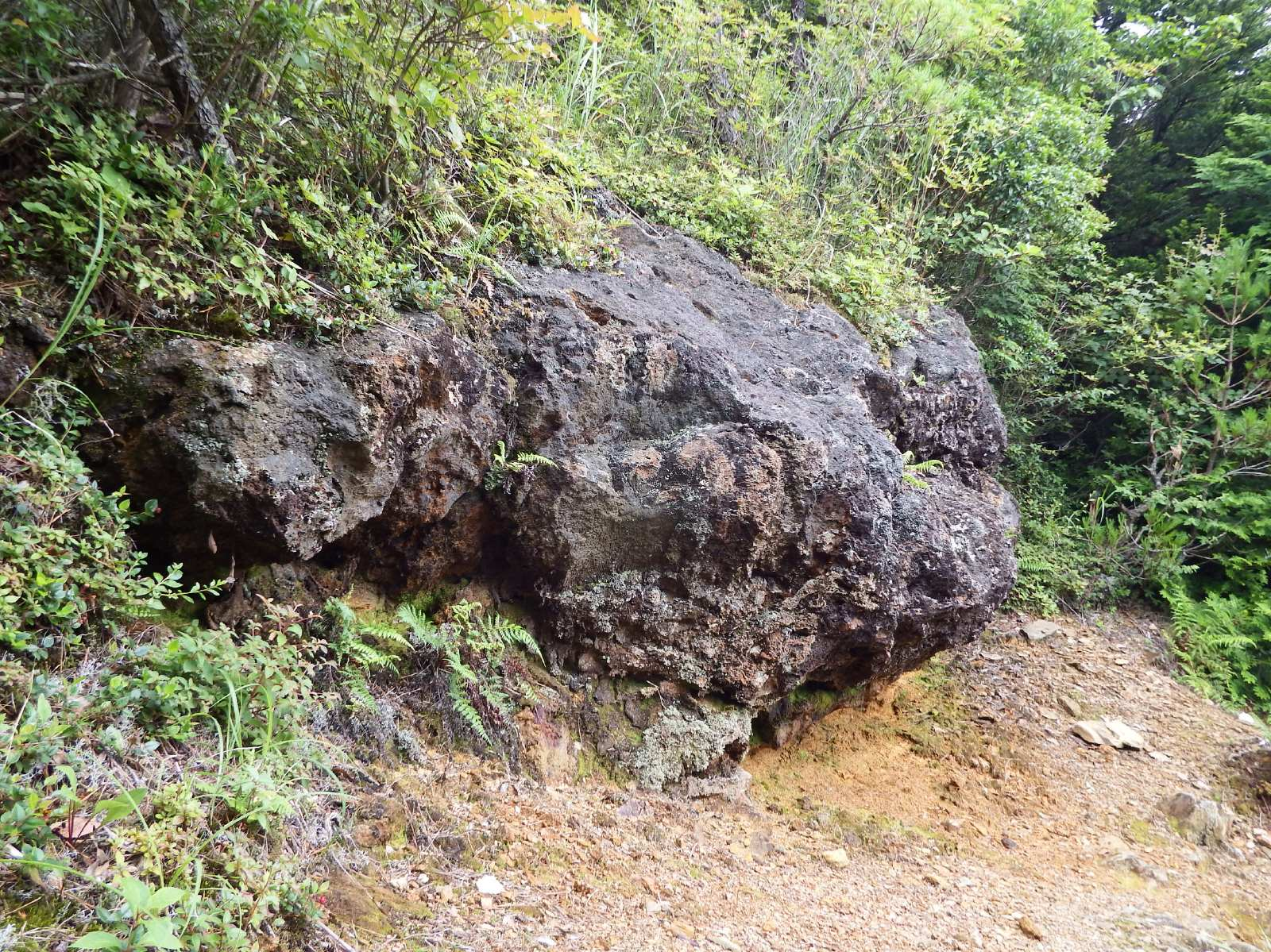
露頭
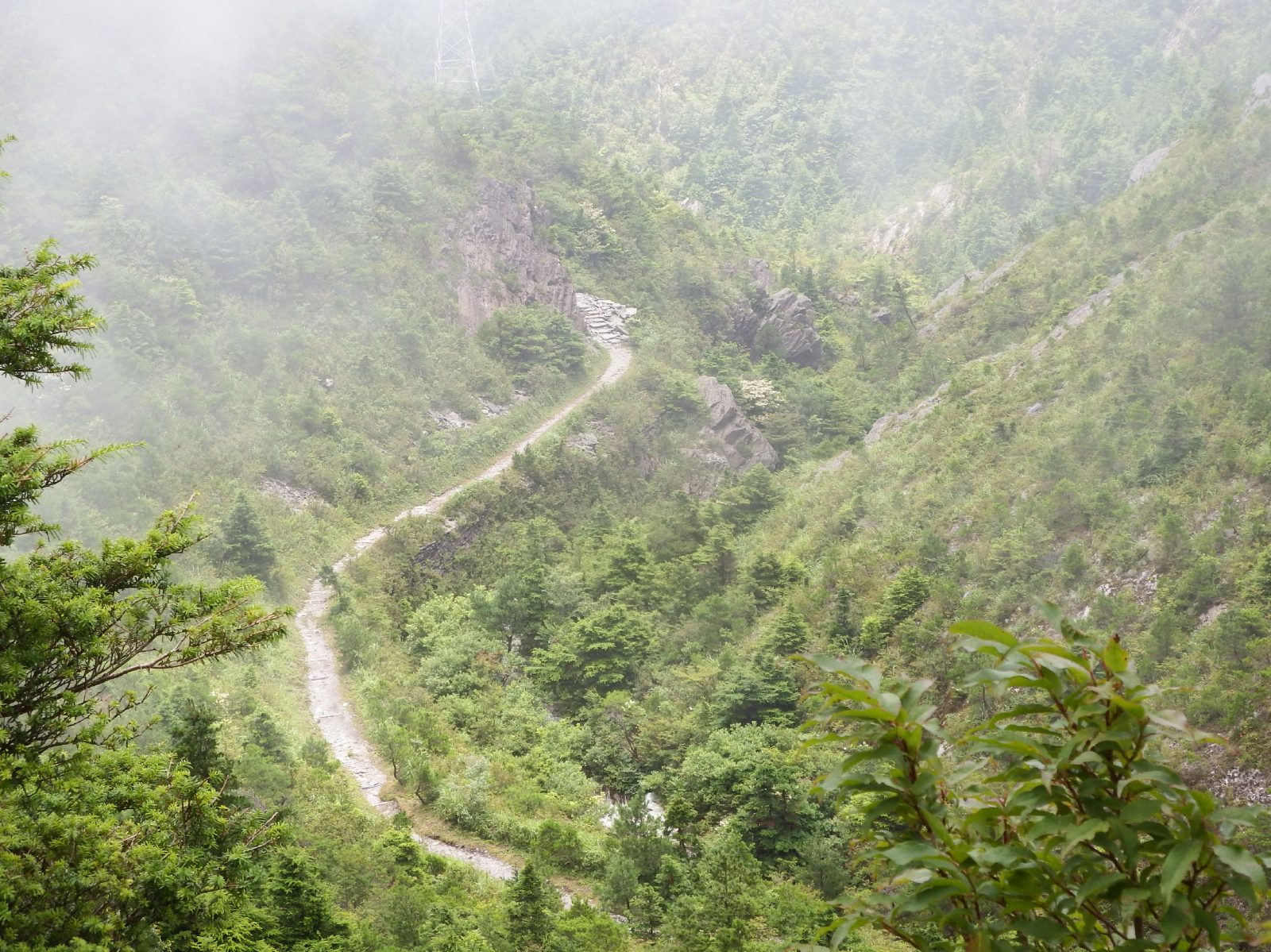
牛車道

## 嶺北・上部
- 上部鉄道跡：1893年（明治26年）8月27日完成の日本初の山岳鉄道で、標高850m石ケ山丈（いしがさんじょう）と標高1100m角石原（かどいしはら）の間5532mを蒸気機関車が走っていた。しかし、第三通洞による輸送ルートが整備されたため1911年（明治44年）10月7日廃止された。現在はこの角石原から先は通行禁止になっている。なお、角石原は東平より約2時間弱上る、または、銅山越より北へ約30分弱下った地点である。
- 第一通洞北口：標高1100m。明治19年に初めて南側と結ばれ南口の代々坑に貫通した。全長1020m。銅山峰ヒュッテ広場の東端にある。
- 銅山峰ヒュッテ：明治26年に上部鉄道の発着駅・角石原停車場が設けられ、そのすぐ西には選鉱場と焼鉱場があった。廃止後の駅舎跡は銅山峰ヒュッテとなり、多くの登山者に利用されている。平成16年山守の伊藤玉男が亡くなった後を妻みどりが継いで維持している。

一泊二食6000円（要予約　09027829340 11時から13時の間に連絡すること）
銅山峰ヒュッテを含む新居浜市立川山字角石原は日本郵便から交通困難地の指定を受けており、当地宛に郵便物を送付することはできない。

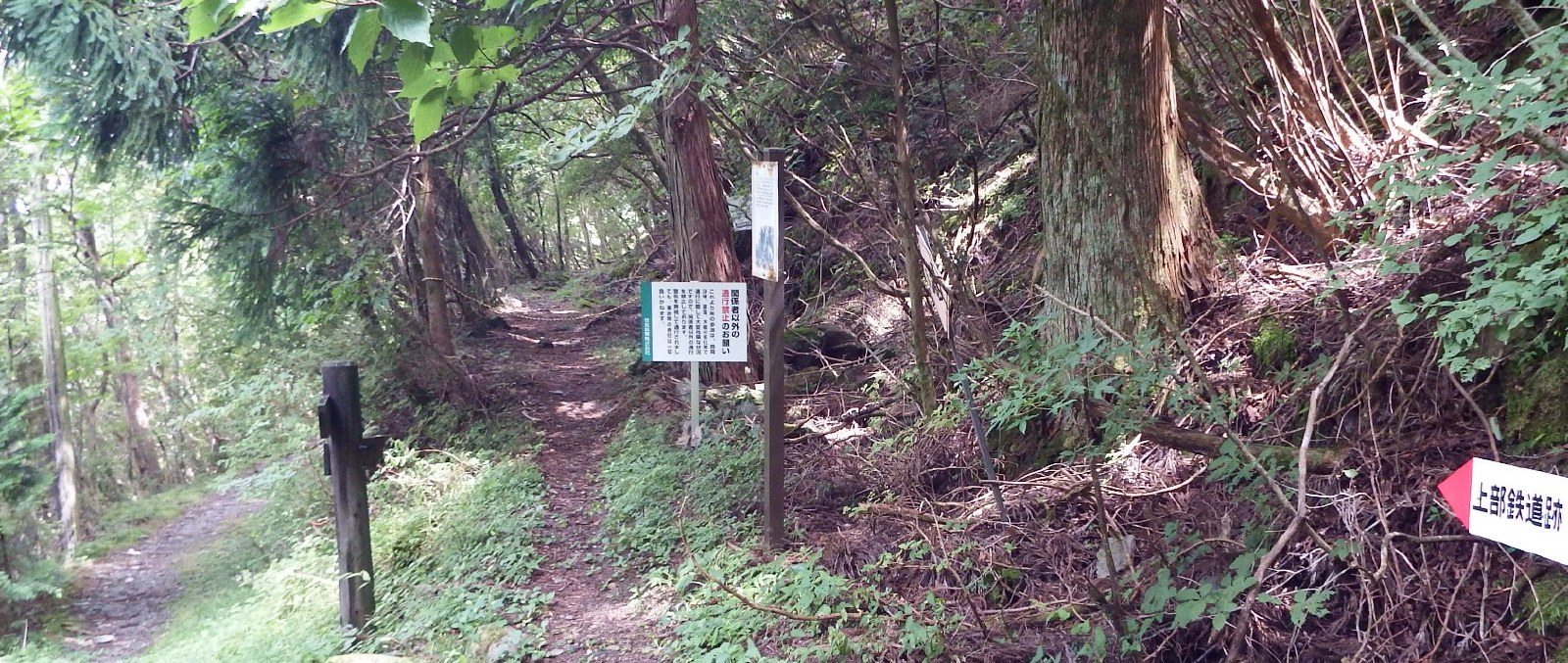
上部鉄道跡
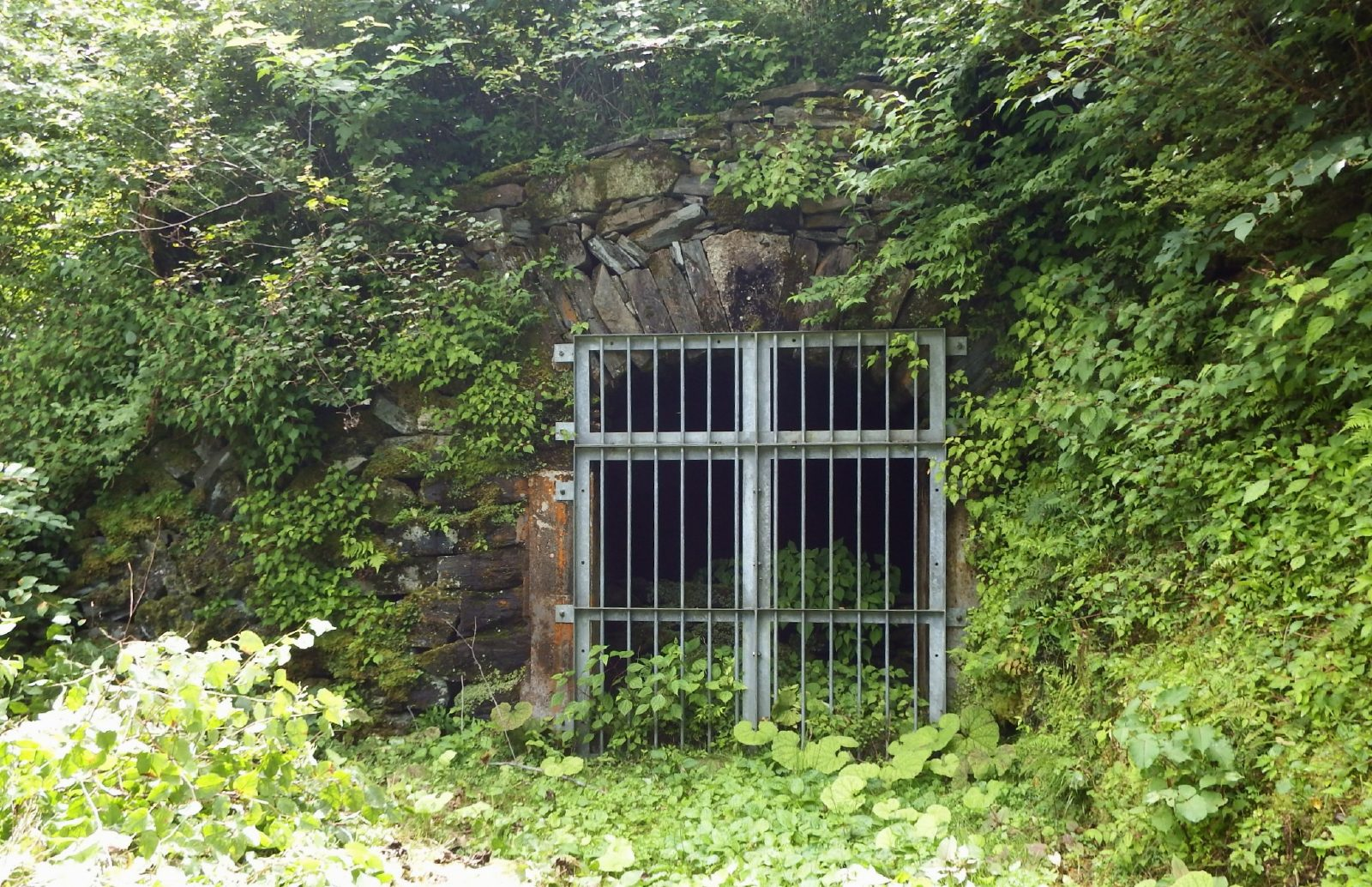
第一通洞北口
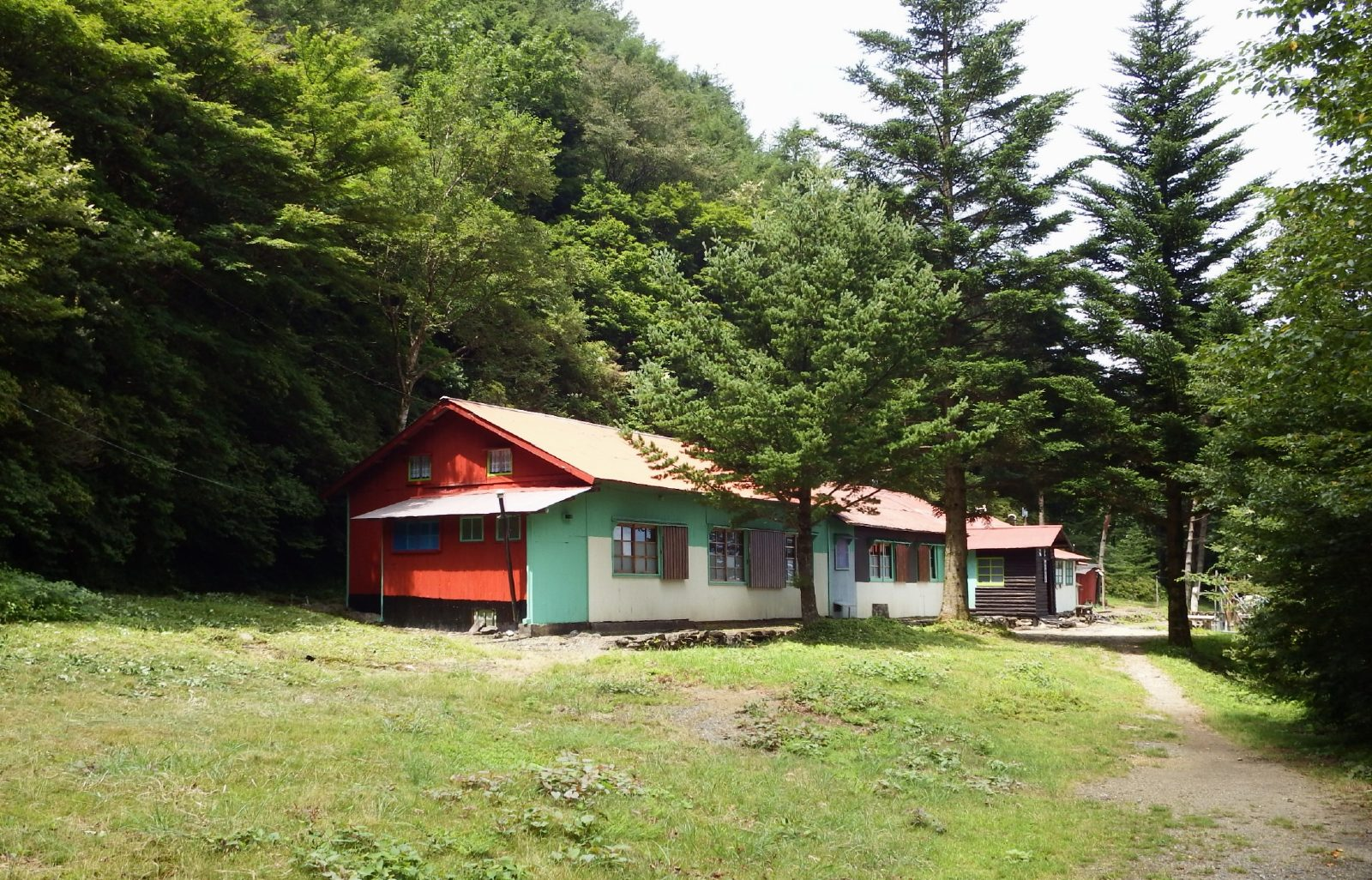
銅山峰ヒュッテ

## 筏津坑
明治11年（1878）に開坑され、途中1901年から1916年の間休止はあったものの、昭和48年（1973）3月31日に当坑の終掘で全ての別子銅山の歴史が終わった。その後、別子保養センター筏津山荘が営業され、筏津坑も観光できていたが、平成24年3月31日で山荘は廃業され、しばらくは中に入れたが照明用の電気も切れて真っ暗なままであり閉鎖された。
照明設備や補強工事がされ、令和元年8月より無料で観光できるようになった。遊歩道を約100ｍほど奥に行くと2番坑（火薬庫）跡があり、その手前の岩壁はドリルの試し掘りをした穴が無数にある。山荘の跡地は東赤石山の登山者用の無料大駐車場となっている。
所在地：愛媛県新居浜市別子山筏津北緯33度50分51.79秒 東経133度23分4.49秒

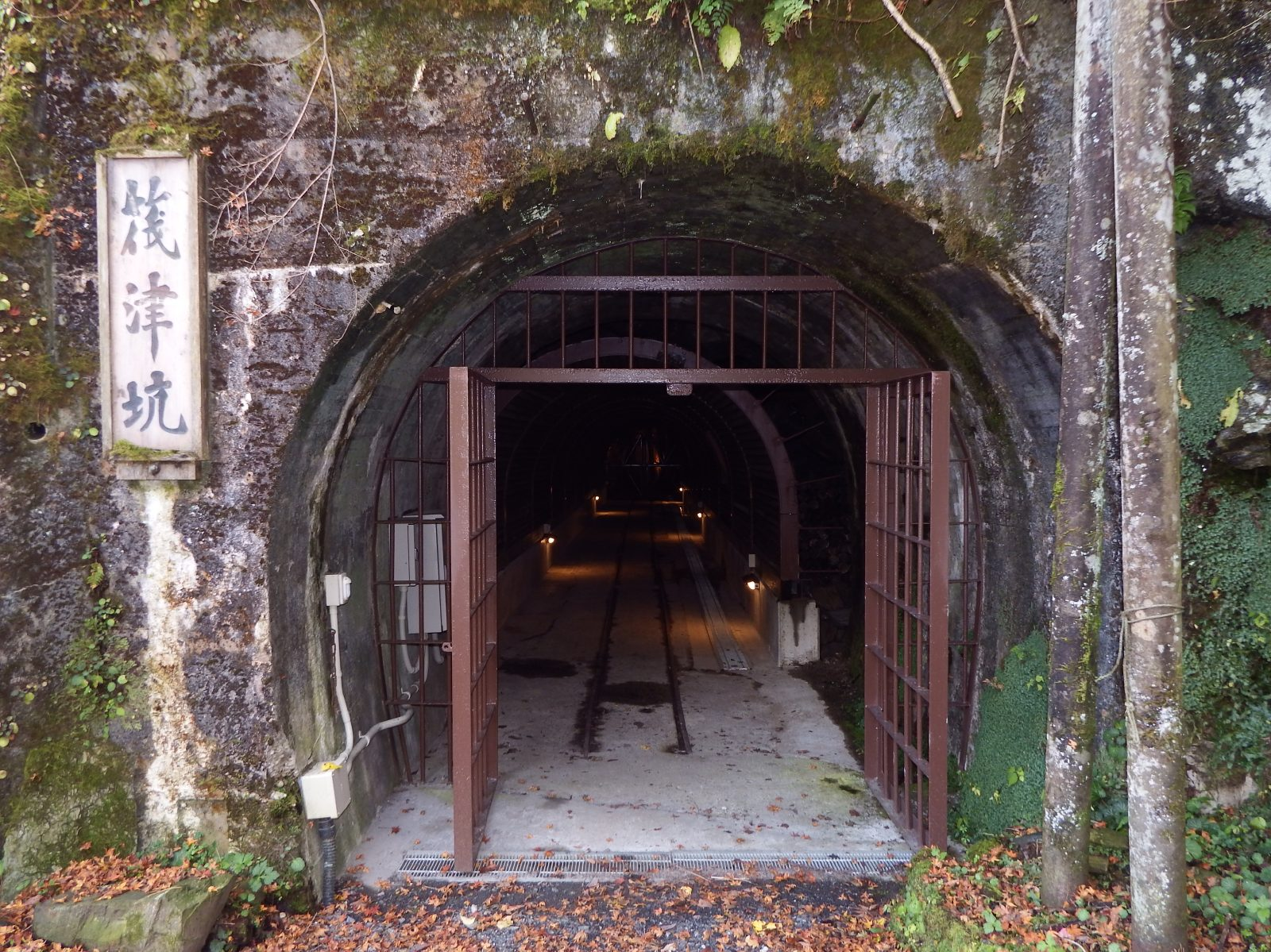
筏津坑入口
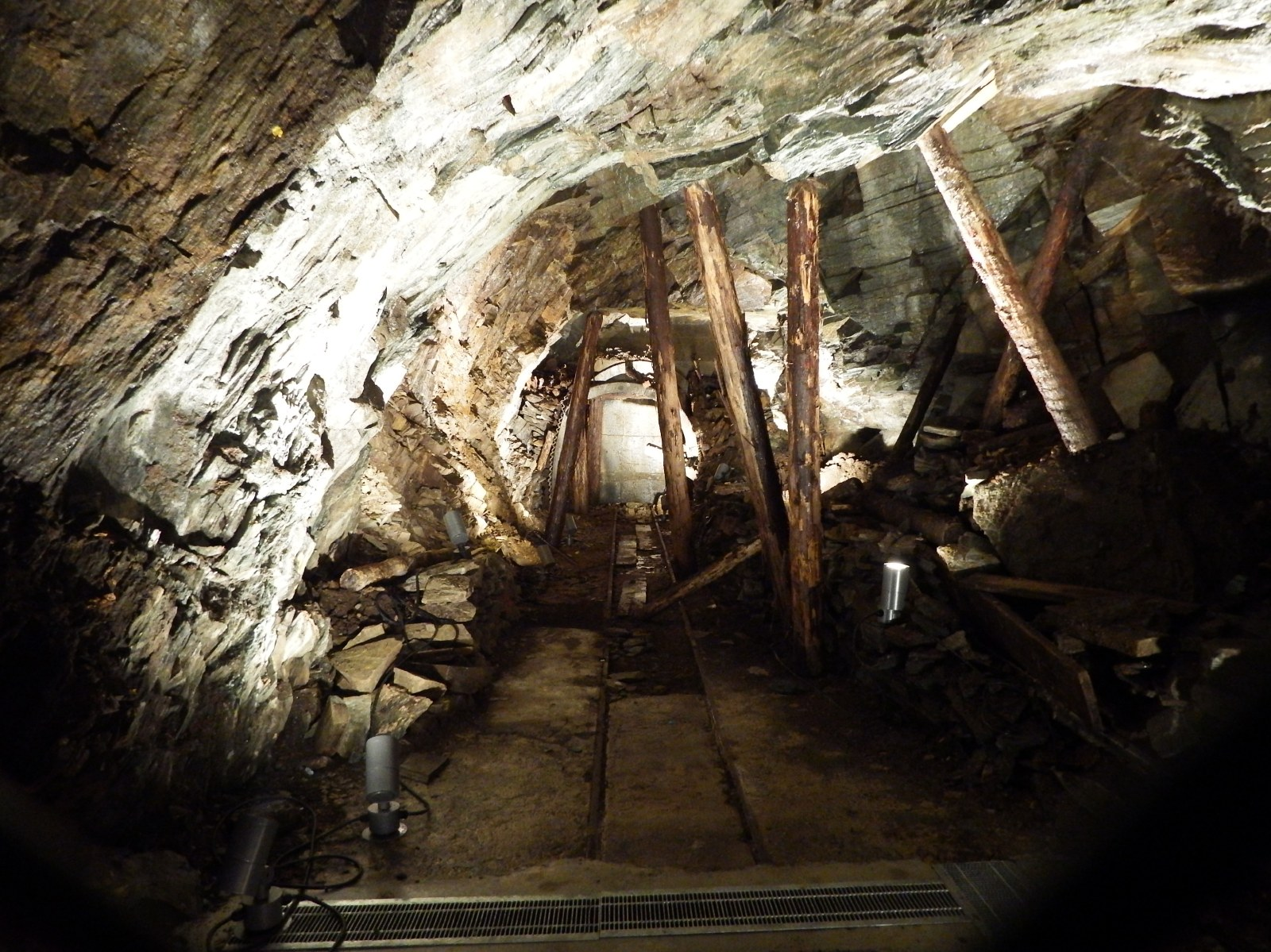
筏津坑の奥
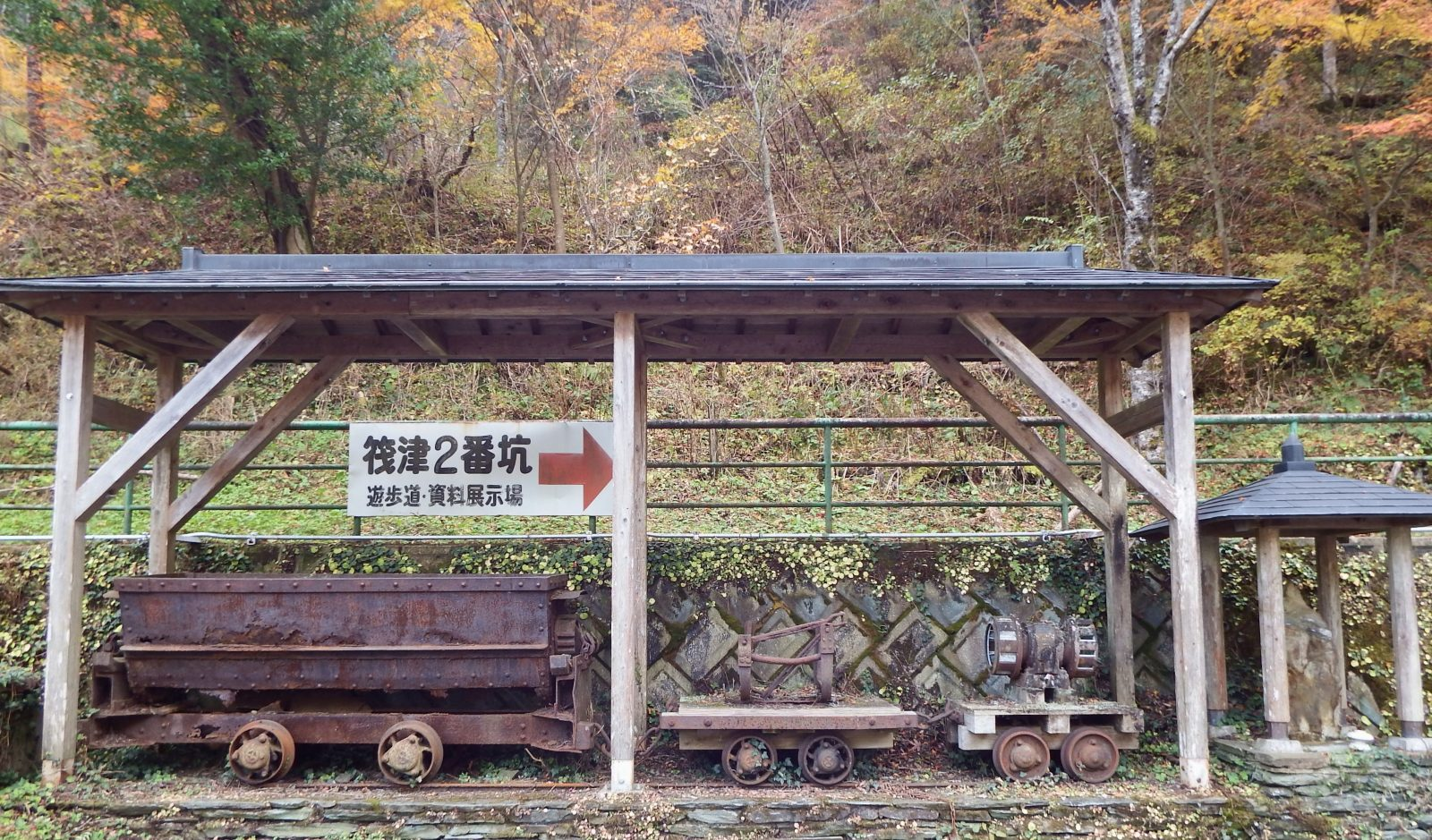
展示物
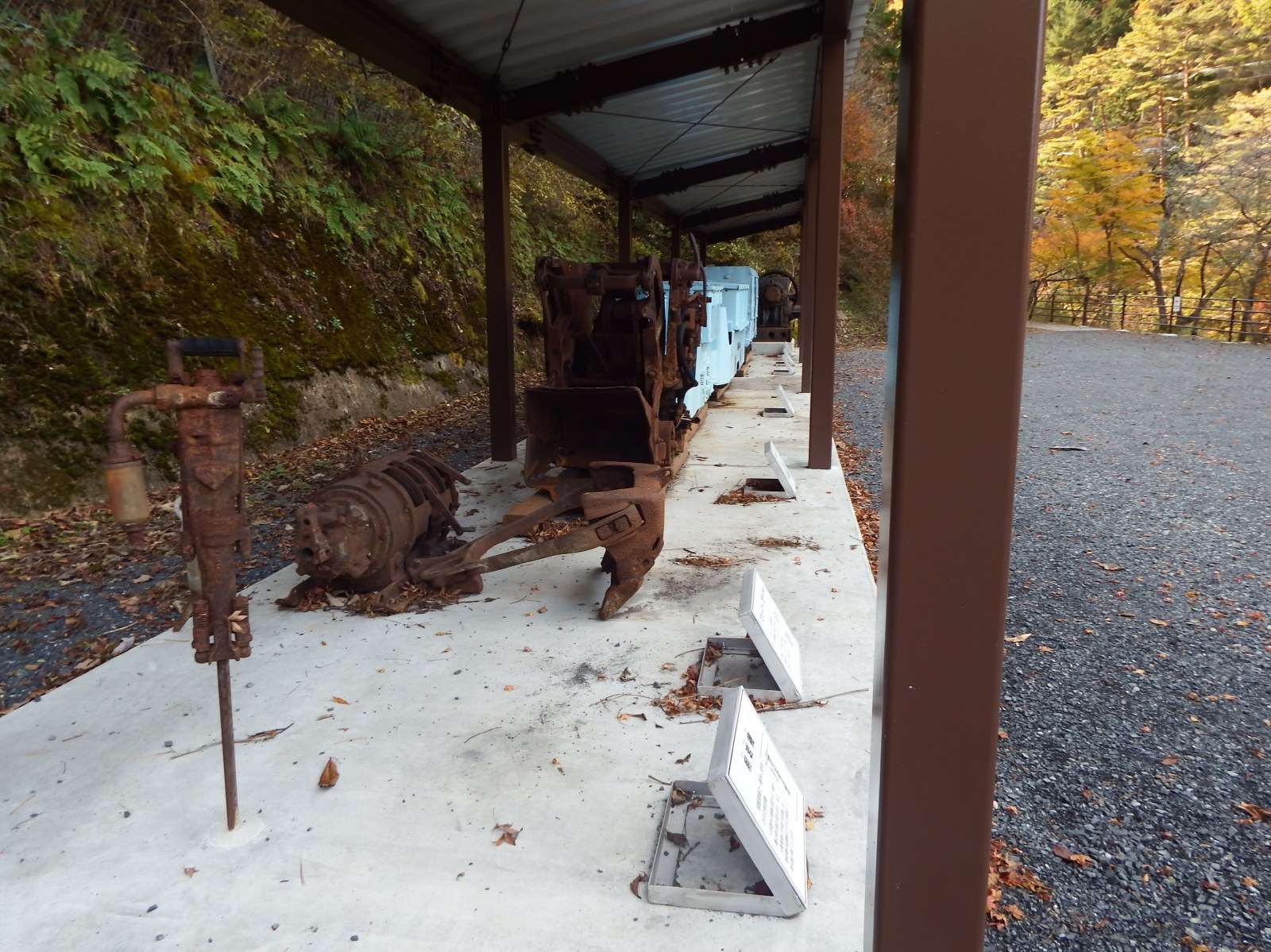
展示物
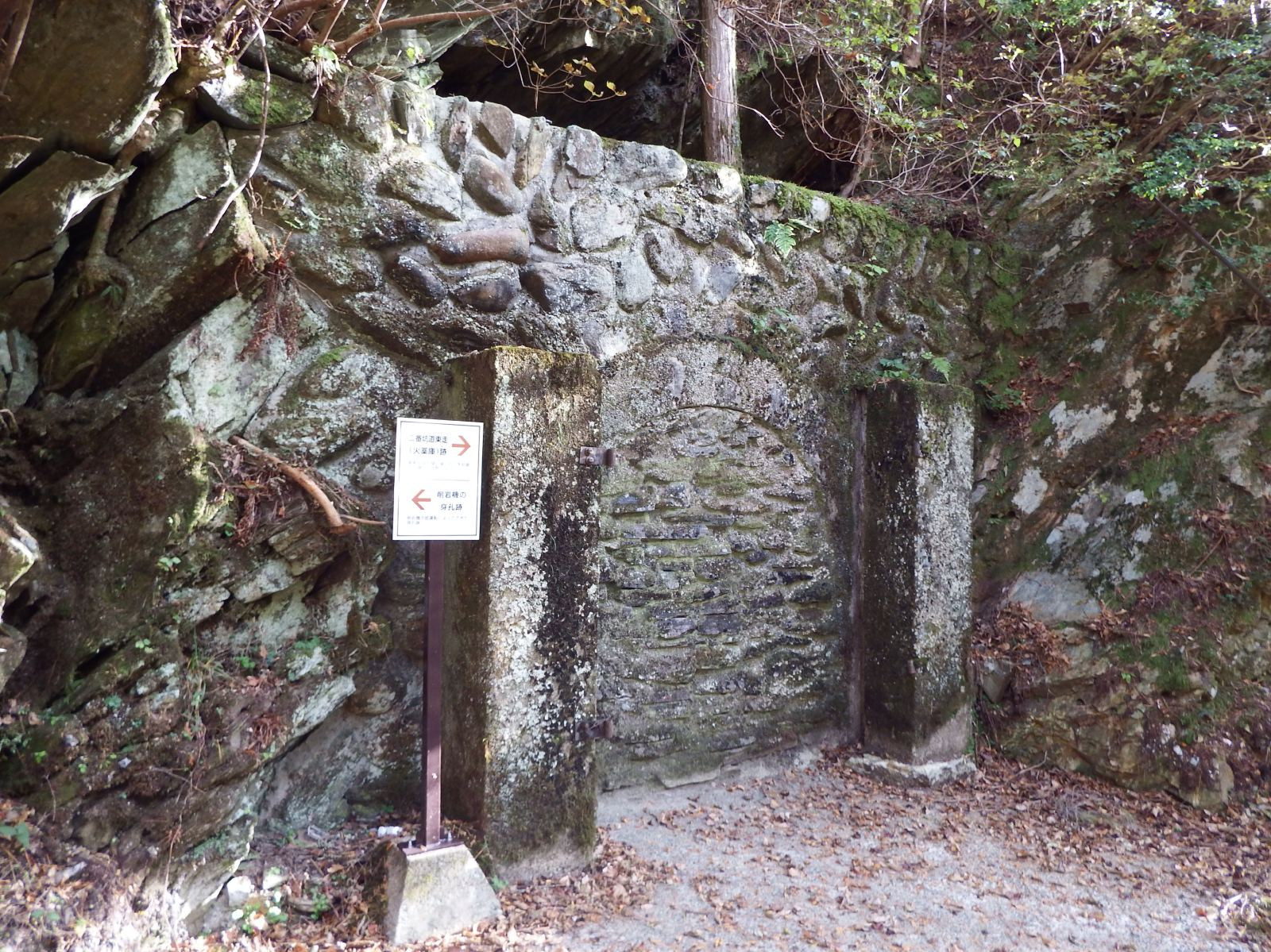
火薬庫跡
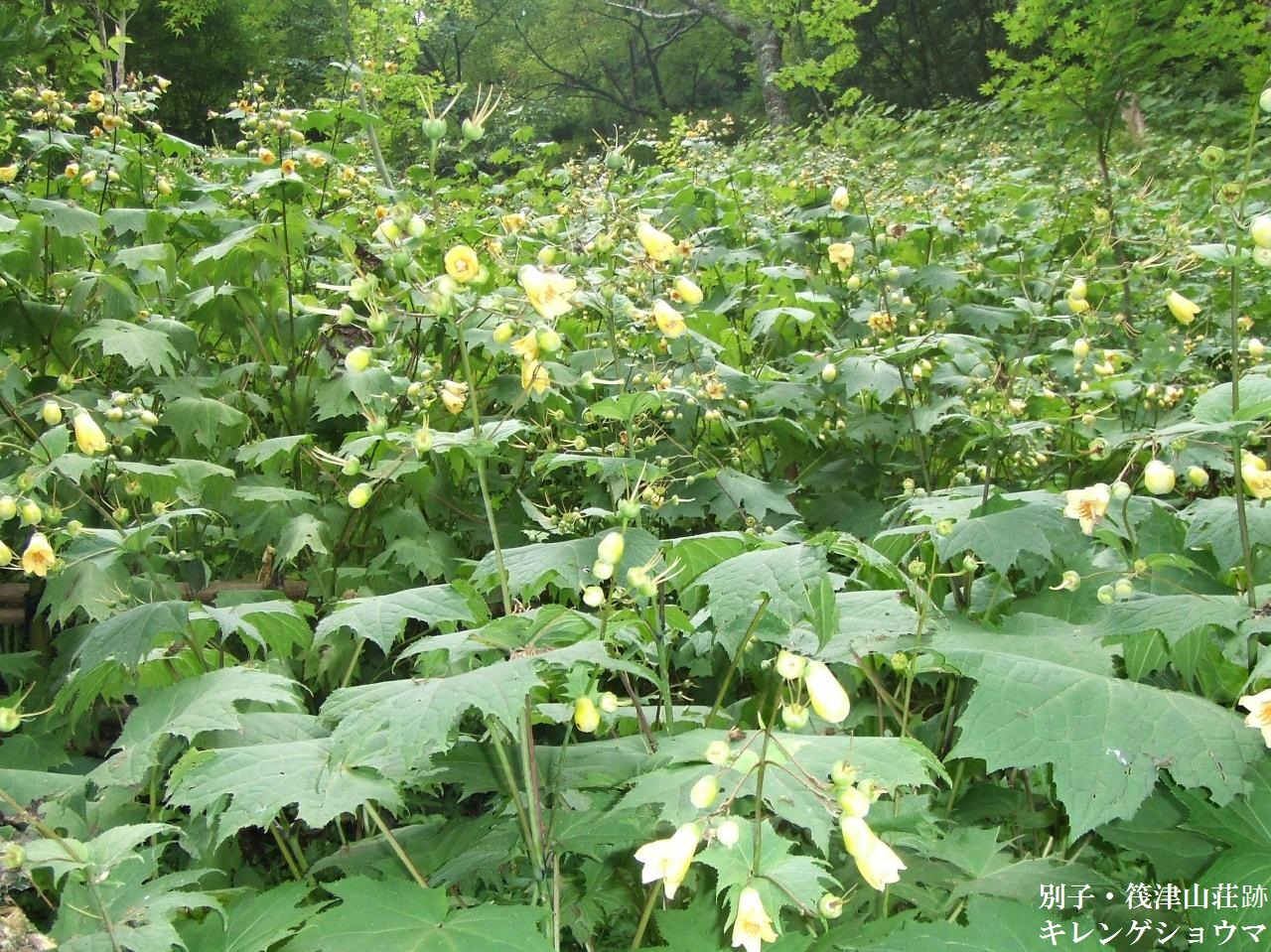
キレンゲショウマ

- 句碑歌碑：佐々木信綱「別子のや雪のいただきほがらほがら 初春の日の輝けり見ゆ」がこのエリアの入口に、川田順「朝日の入坑時刻のざわめきの しばら久にして ほととぎすの声」、本田三嶺子「炉辺に聞久元禄別子開坑史」がこのエリア中ほどにある。

## 参照

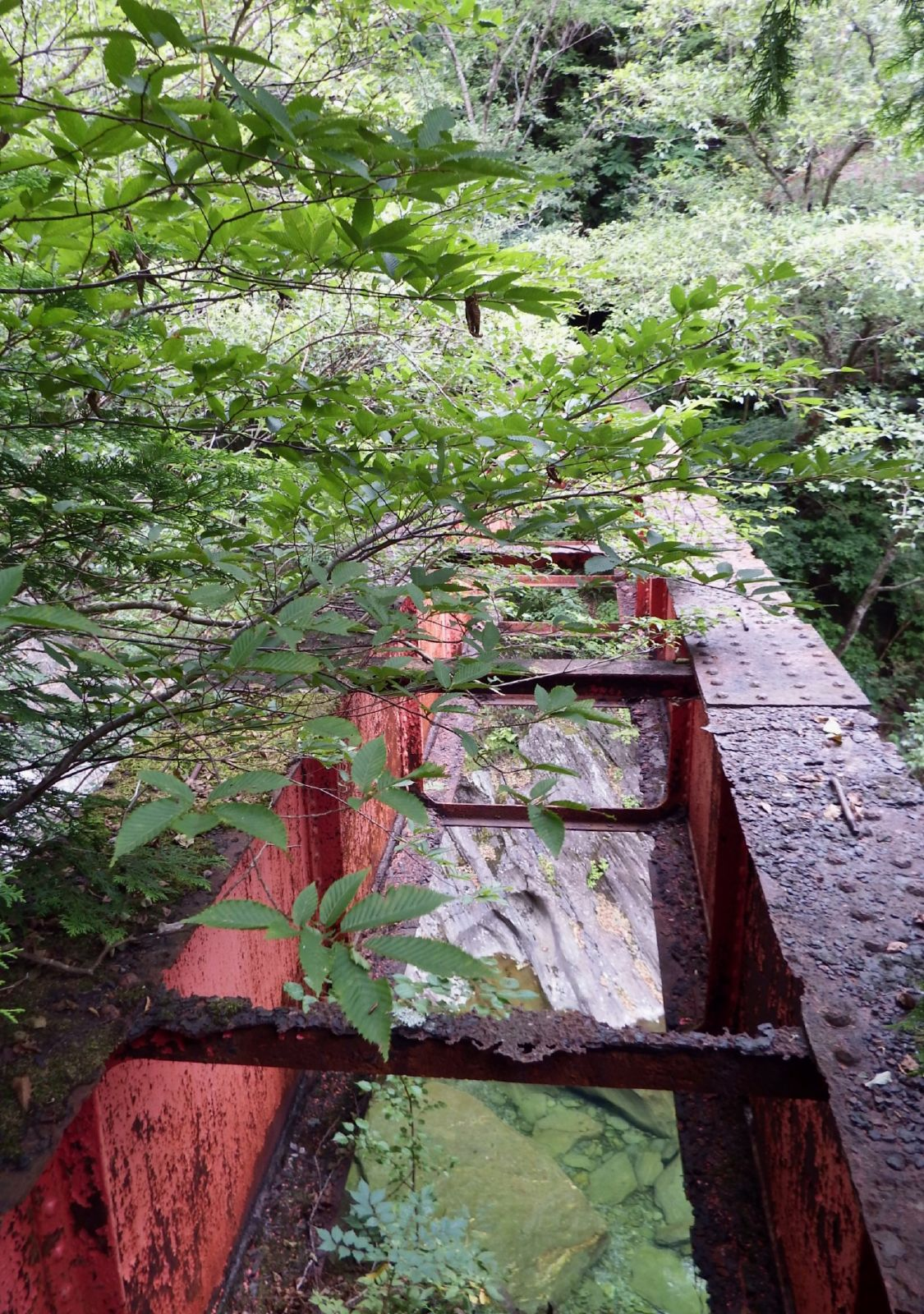
日浦通洞

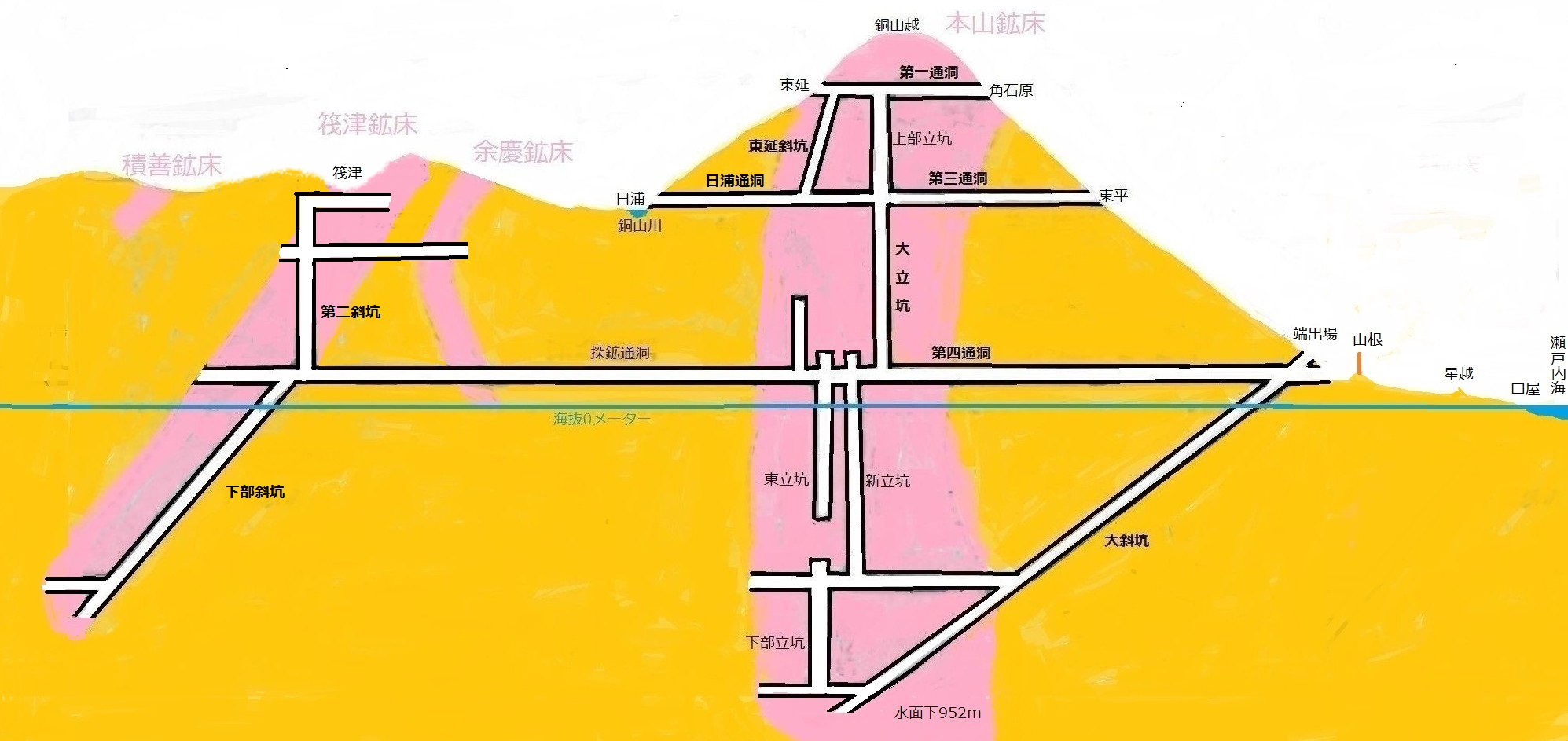
別子銅山概要図

- 日浦通洞：標高765m。東延斜坑底から明治14年（1881）に開削し明治44年全長2020mで開通し、東平の第三通洞とも継り総延長約4kmで南北を結び新居浜側へ物資を運ぶ動脈となった。そして、大正13年（1924）には筏津坑との間に索道ができ、積善・筏津・余慶の鉱石もここから東平へ運ばれるようになり、さらに、昭和13年（1938）には籠電車で村民の移動にも活用された。

所在地：愛媛県新居浜市別子山日浦北緯33度51分4.38秒 東経133度21分6.36秒
- 別子銅山の概要図[6]を参考のために示す。

図では主な坑道を示しているが、実際は鉱床に網の目のように採掘坑道が張りめぐされていて総延長は約700km、最下底部は海面下1020m（地表下約2000m、32番坑道準）である。なお、第二通洞は1889年（明治22年）より開削したが3年後異常湧水により中止されたため図には入っていない。
- 開坑1691年（元禄4年）から閉山1973年（昭和48年）までの283年間に、鉱石量は約3000万トン、産銅量は約65万トン（立方体で換算すると一辺が約42mになる[8]）であった。